# Ponti di Venezia

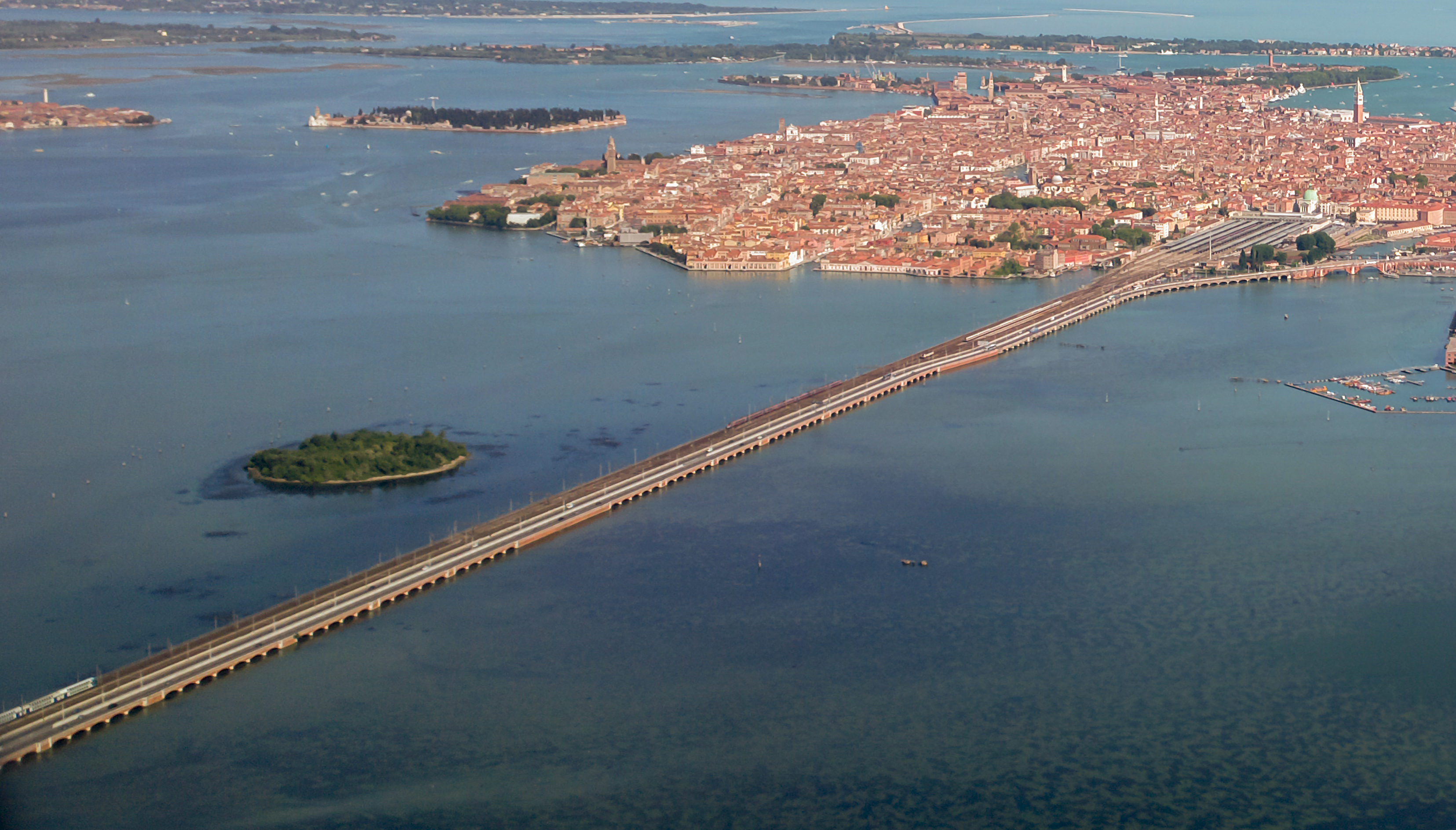
I ponti della Libertà e delle Lagune

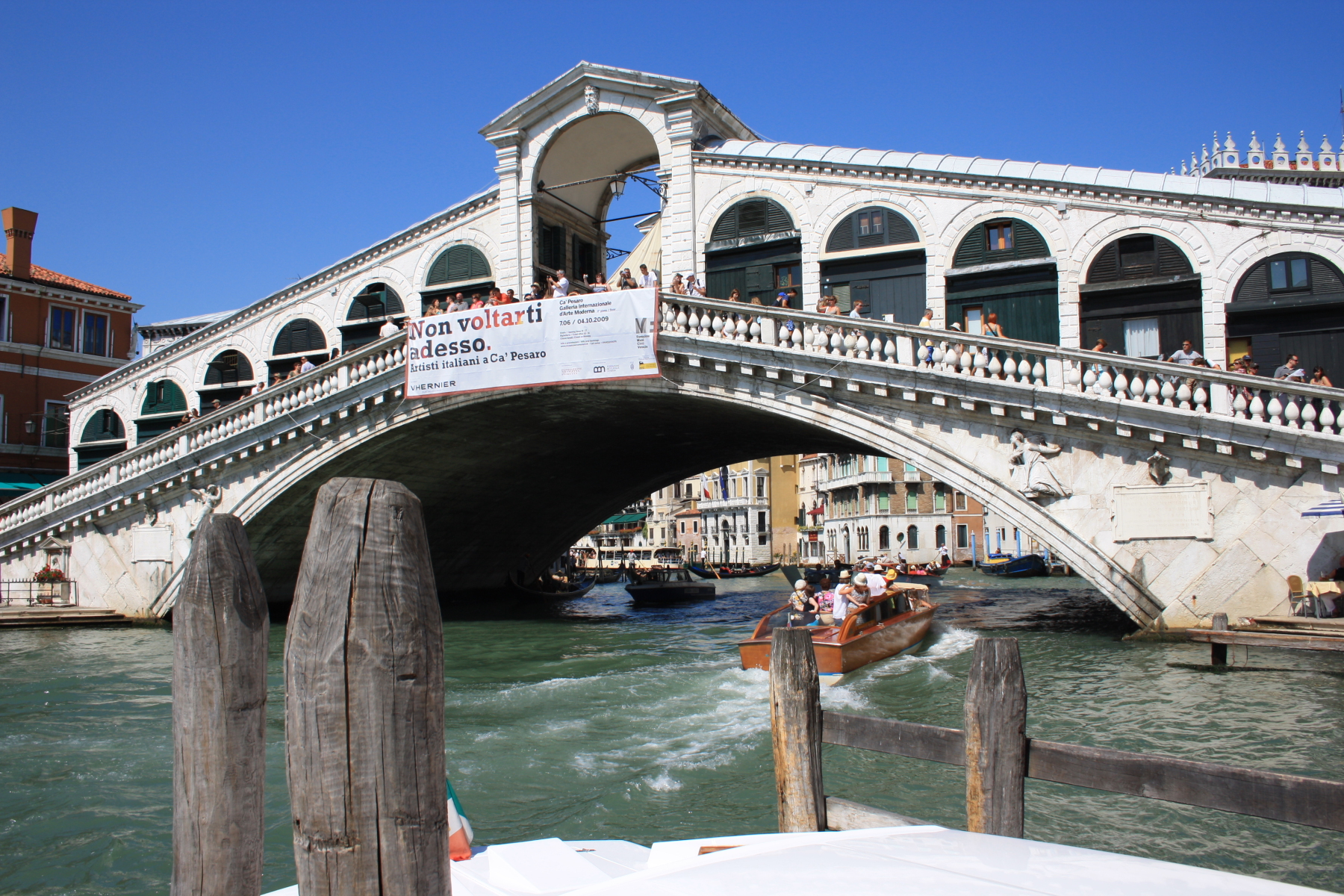
Il Ponte di Rialto

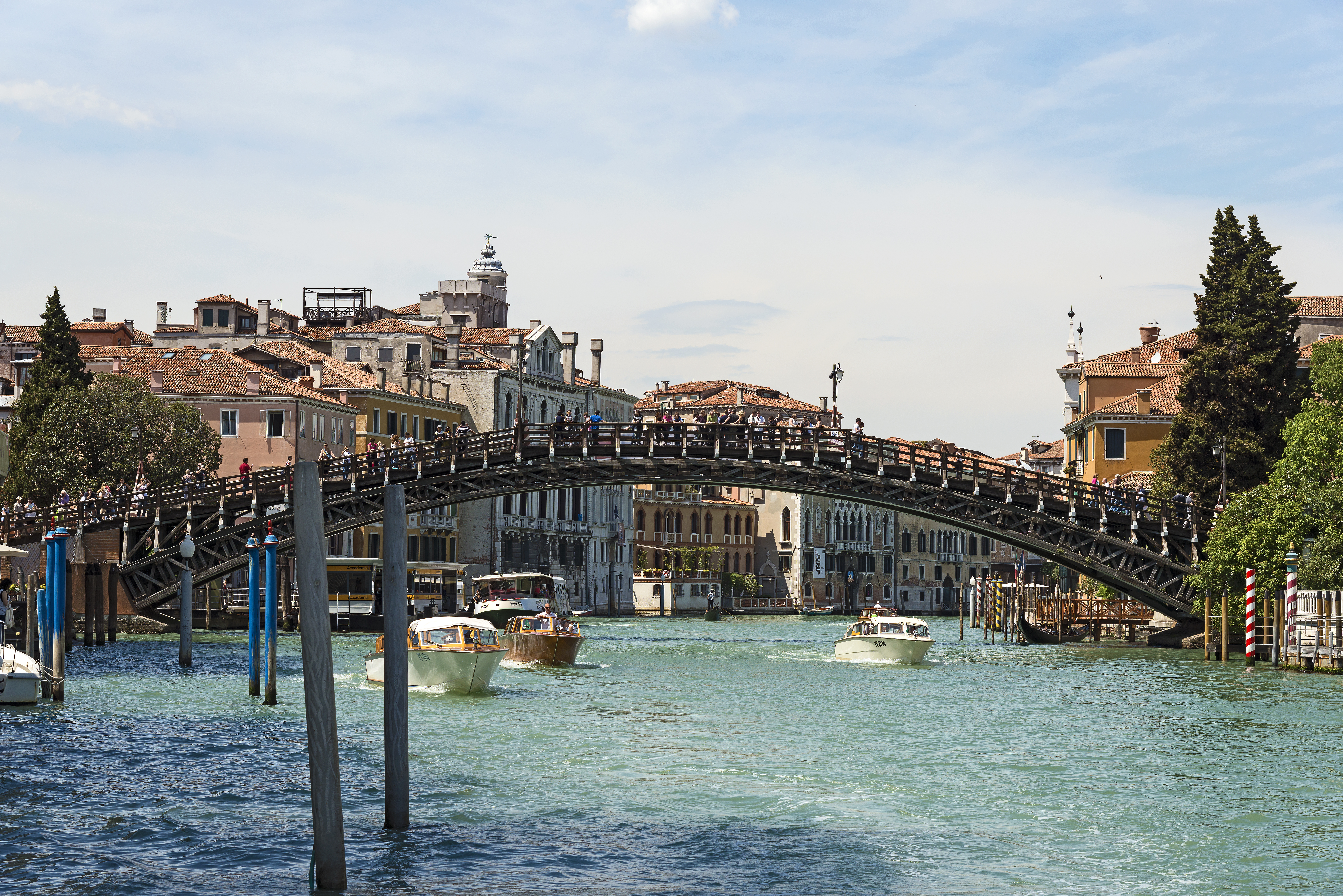
Il Ponte dell'Accademia

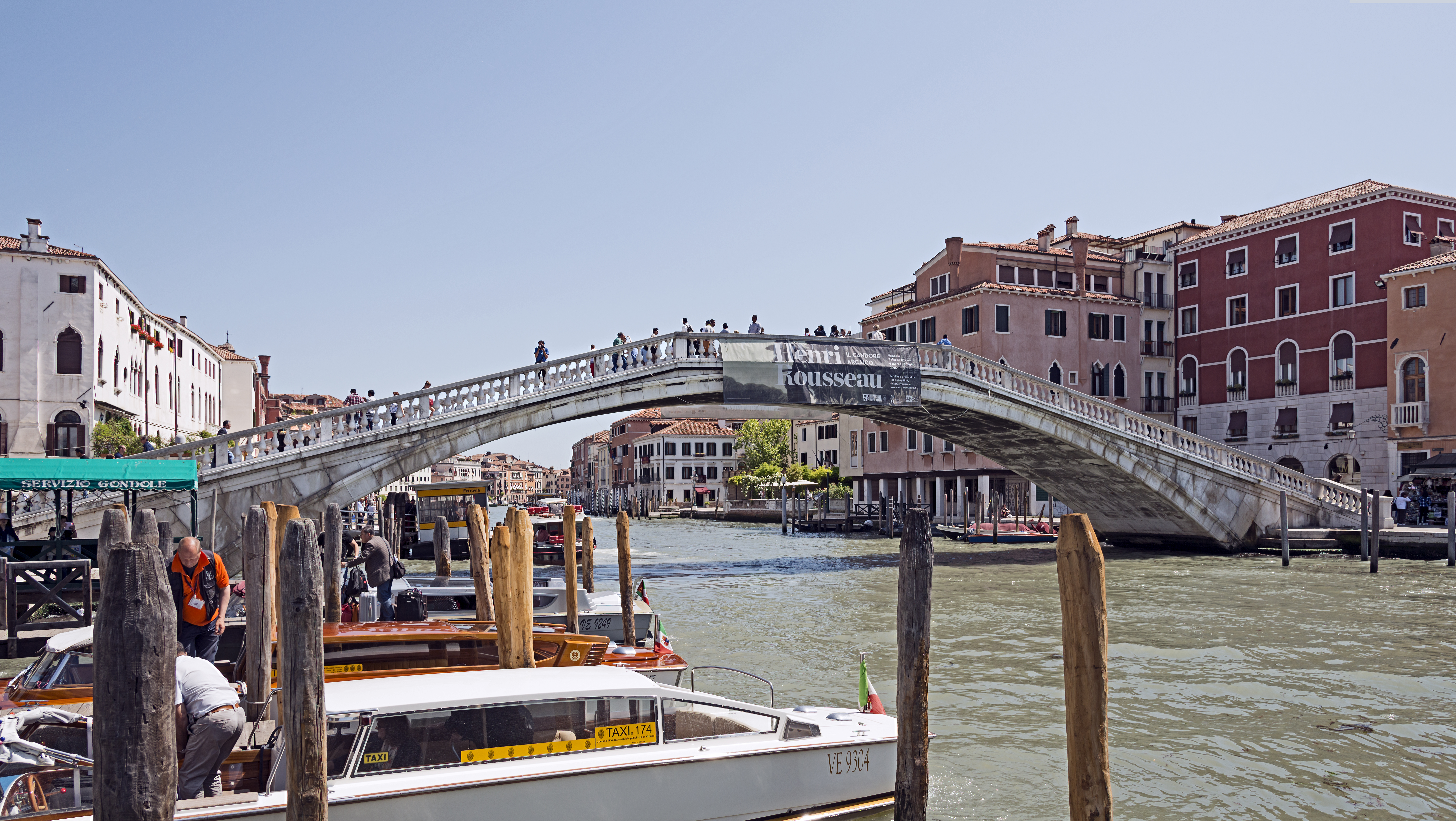
Il Ponte degli Scalzi

Questa voce contiene una lista dei ponti di Venezia.
Il centro storico della città lagunare comprende 121 isole collegate da 435 ponti.
Questa lista riporta i nomi veneziani dei principali ponti di Venezia per sestiere o nucleo abitativo.

## Ponti d'accesso alla città
- Ponte della Libertà

## Ponti votivi
Oltre a ponti fissi, ogni anno, in occasione delle storiche celebrazioni religiose cittadine, vengono montati provvisoriamente dei ponti votivi galleggianti su barche.
- Ponte votivo della Madonna della Salute, sul Canal Grande, per la celebrazione del 21 novembre; collega il campo Santa Maria Zobenigo con una calle nelle vicinanze della basilica della Madonna della Salute.
- Ponte votivo del Redentore, sul Canale della Giudecca, per la celebrazione della terza domenica di luglio; collega le Zattere con la Giudecca esattamente davanti alla basilica del Redentore.
- Ponte votivo della commemorazione dei defunti, la tradizione interrotta nel 1950 è stata riproposta nel 2019; attraversa lo specchio di laguna tra le Fondamenta Nove e l'Isola di San Michele.

## Ponti del Canal Grande
- Ponte di Rialto
- Ponte dell'Accademia
- Ponte degli Scalzi
- Ponte della Costituzione o di Calatrava

## Ponti di Cannaregio

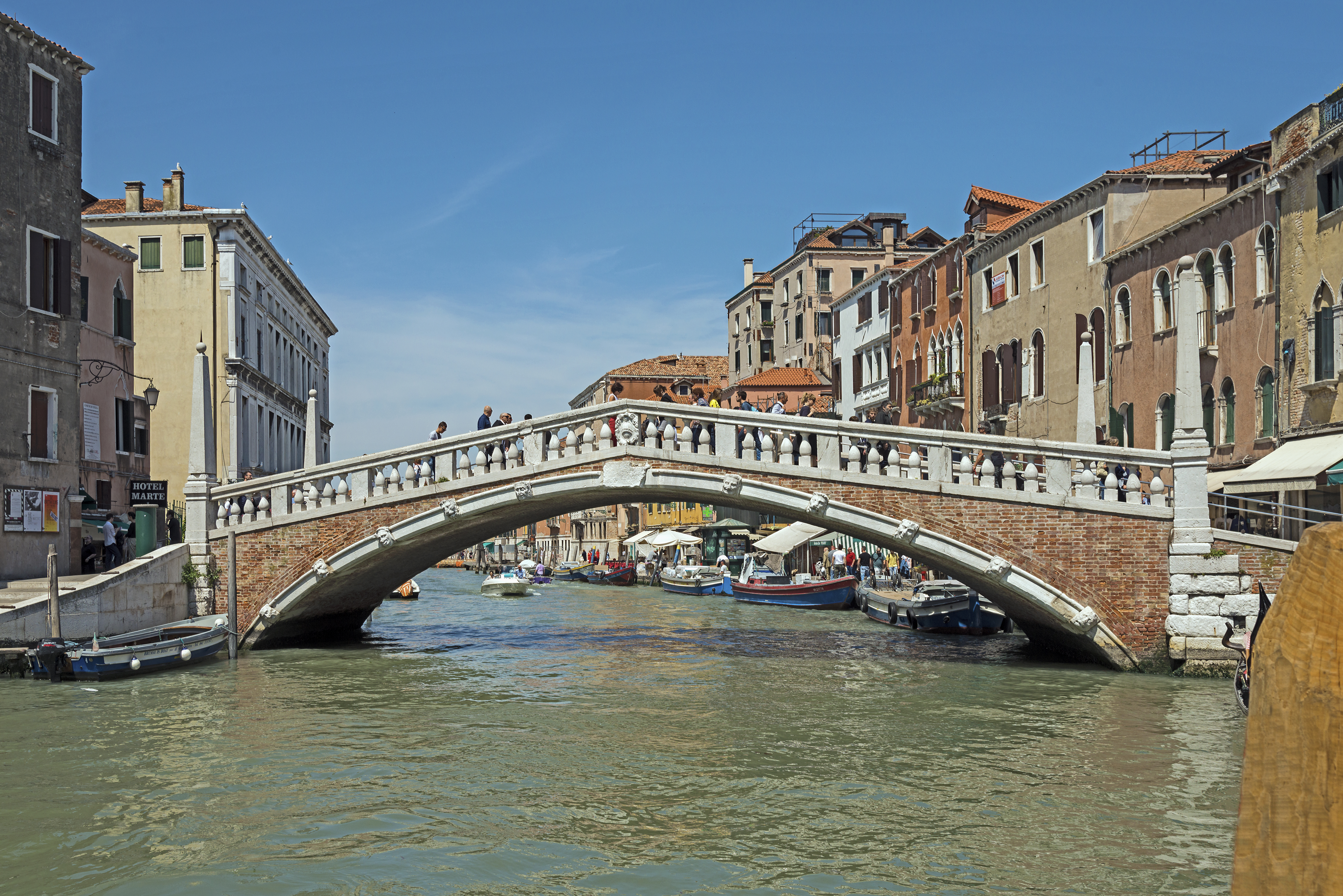
Il ponte delle Guglie sul canale di Cannaregio

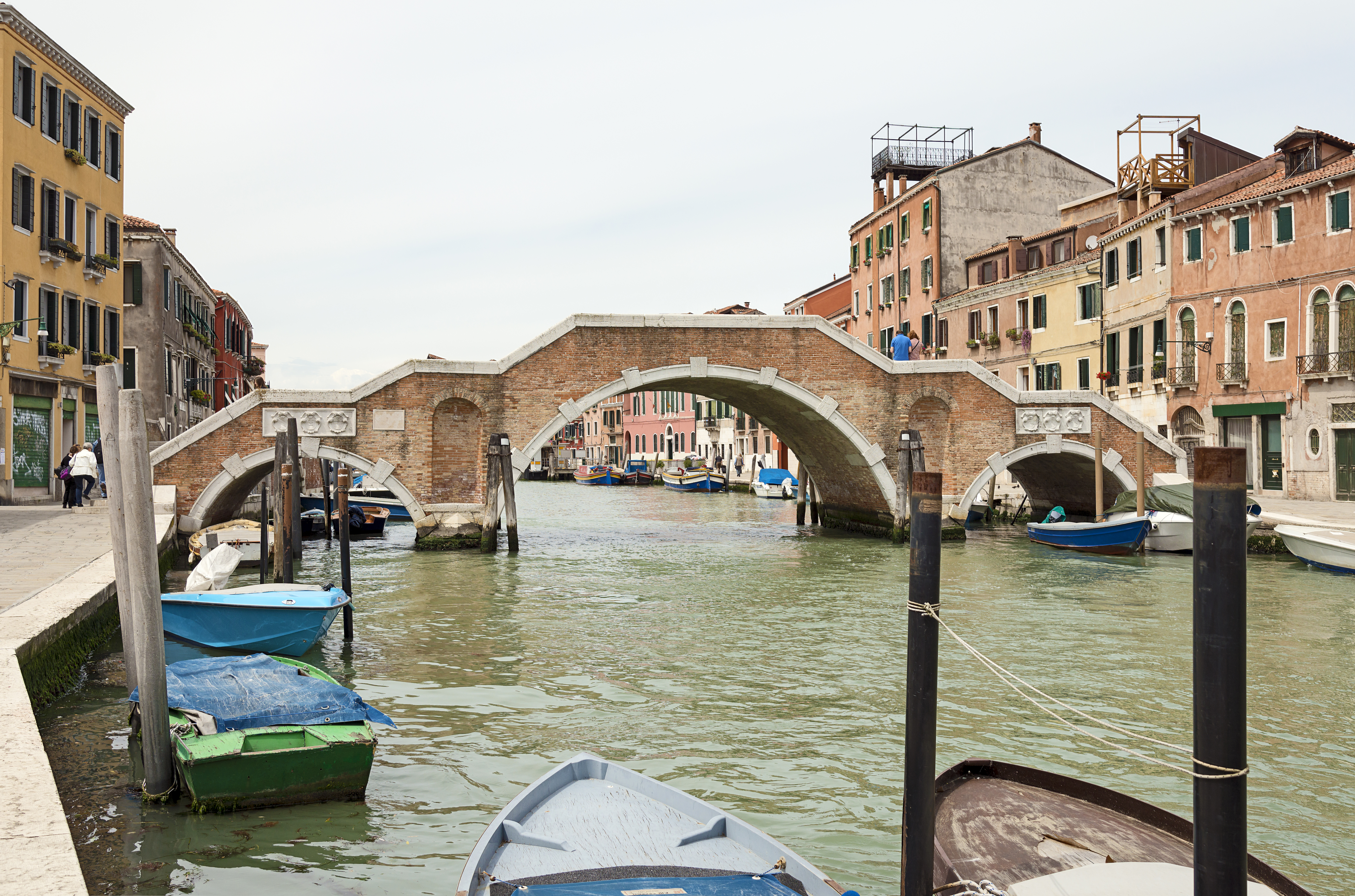
Il ponte dei Tre Archi sul canale di Cannaregio

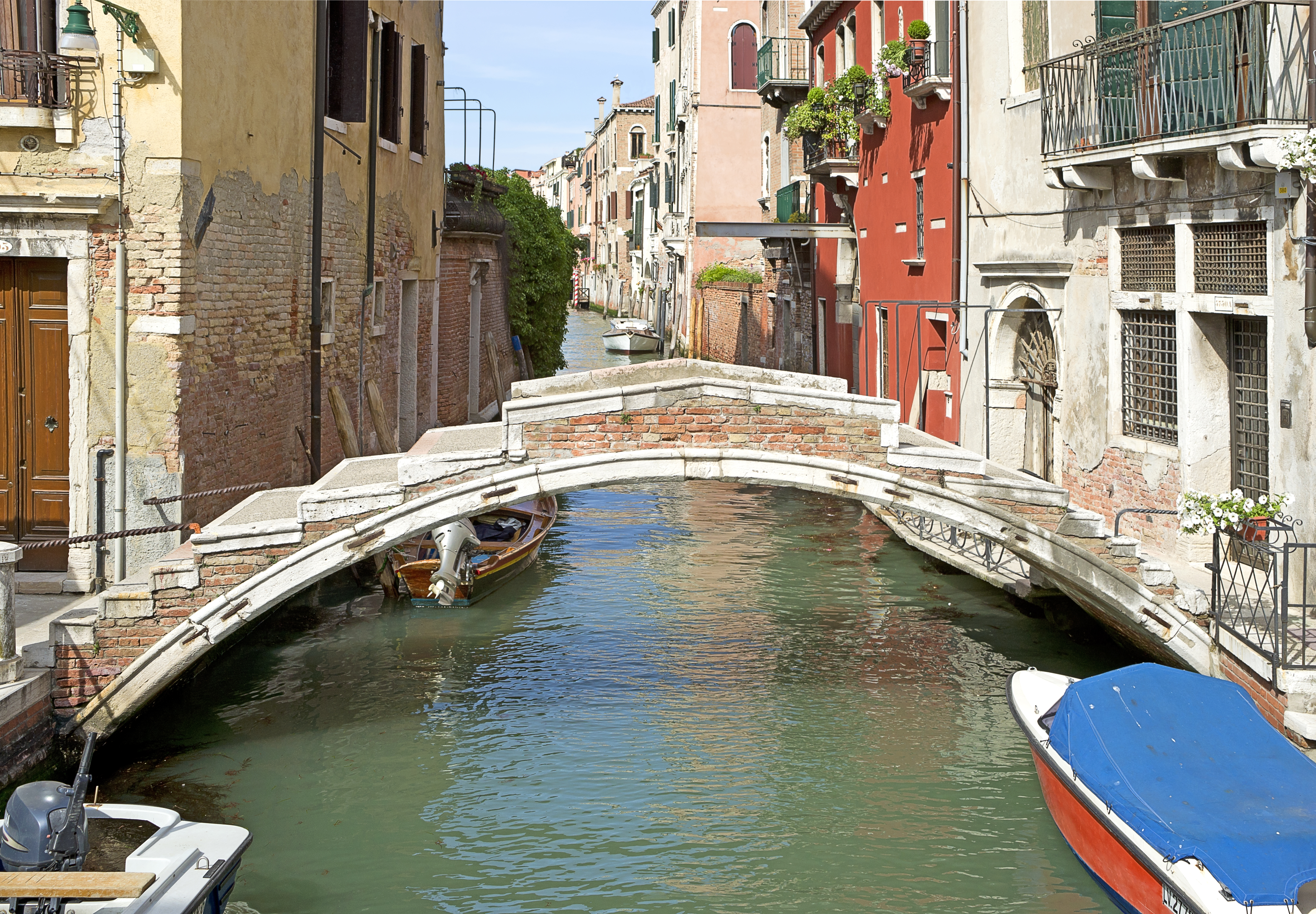
Il ponte Chiodo sul rio de San Felice

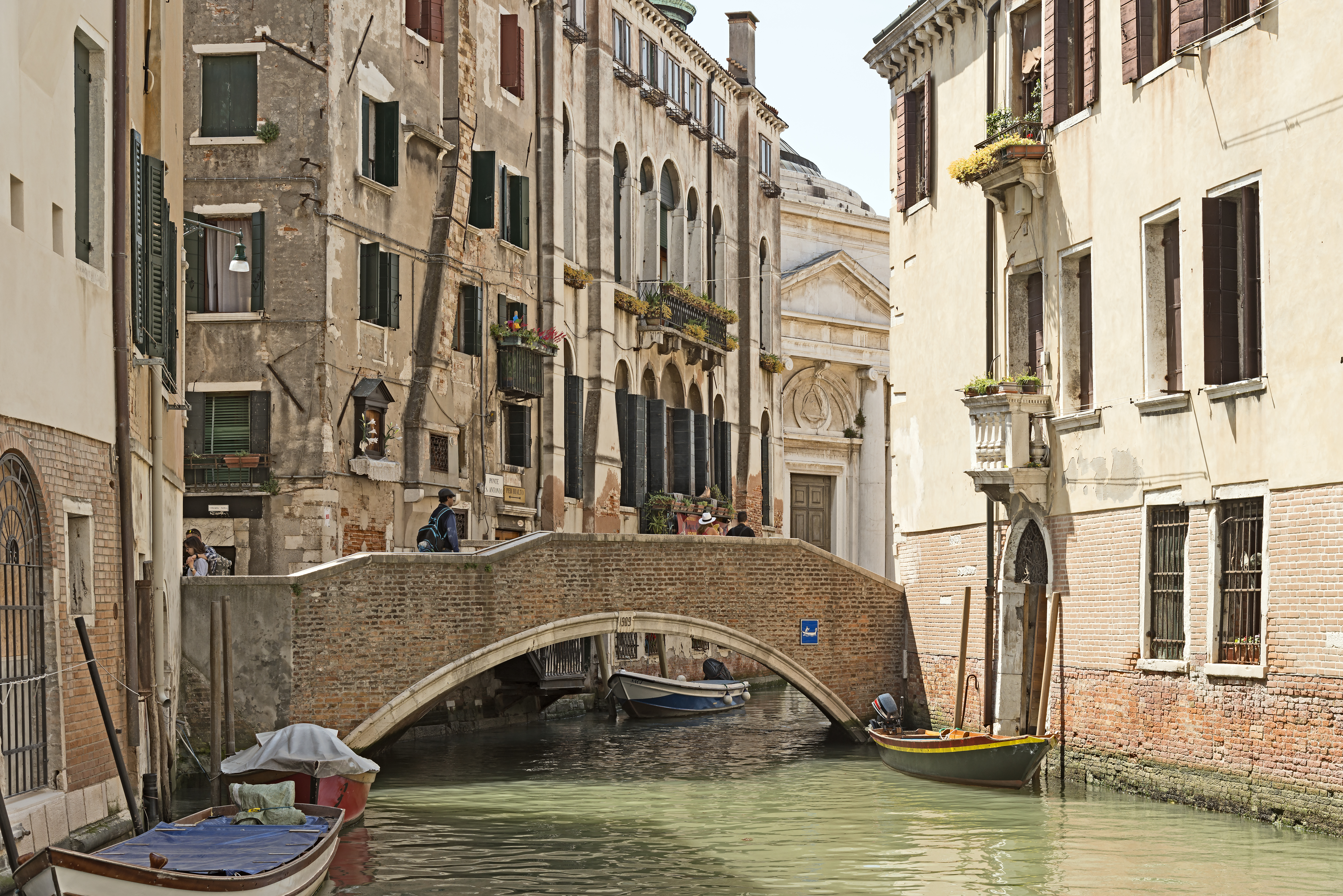
Il ponte San Antonio sul rio la Maddalena

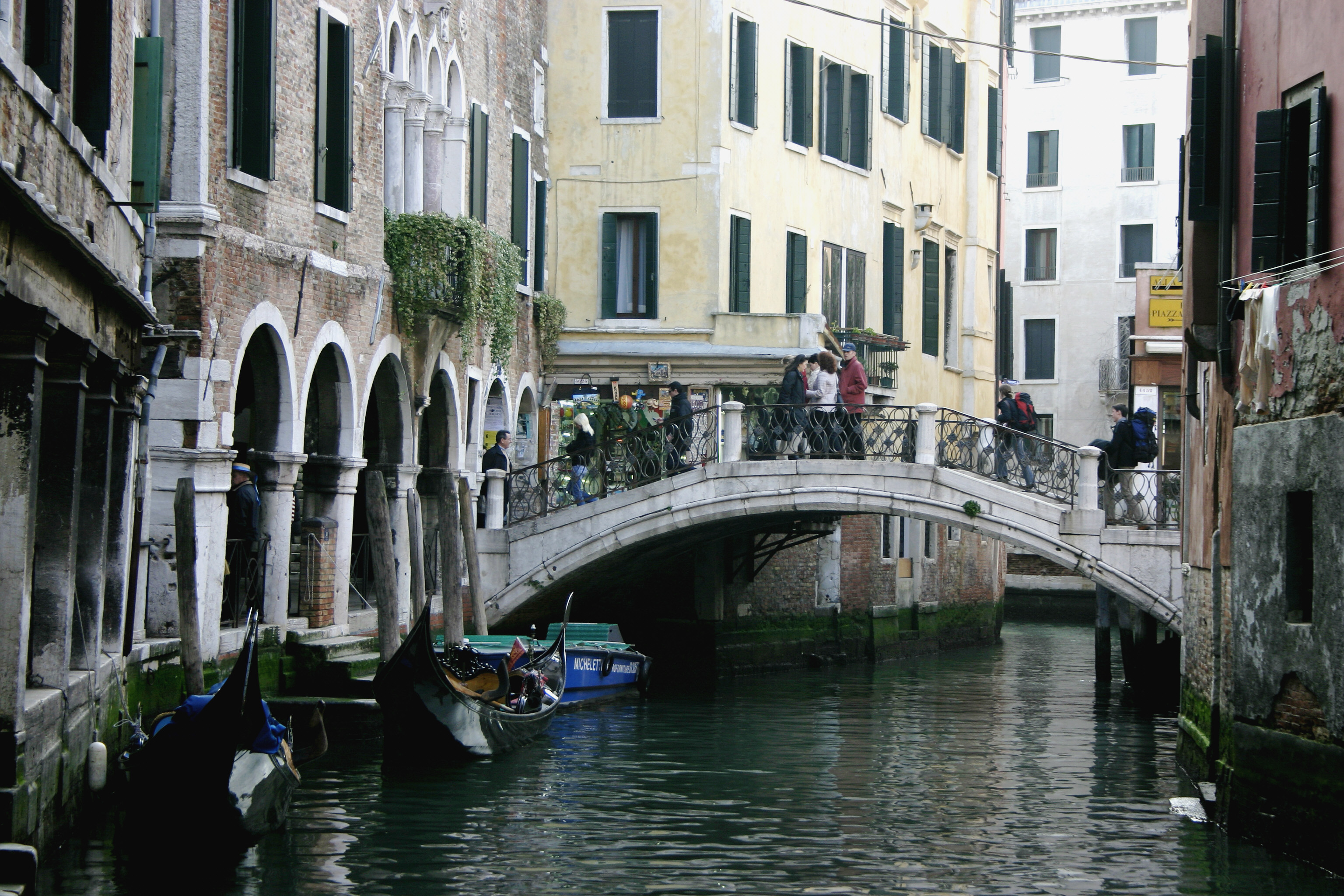
Il ponte dei Santi Apostoli

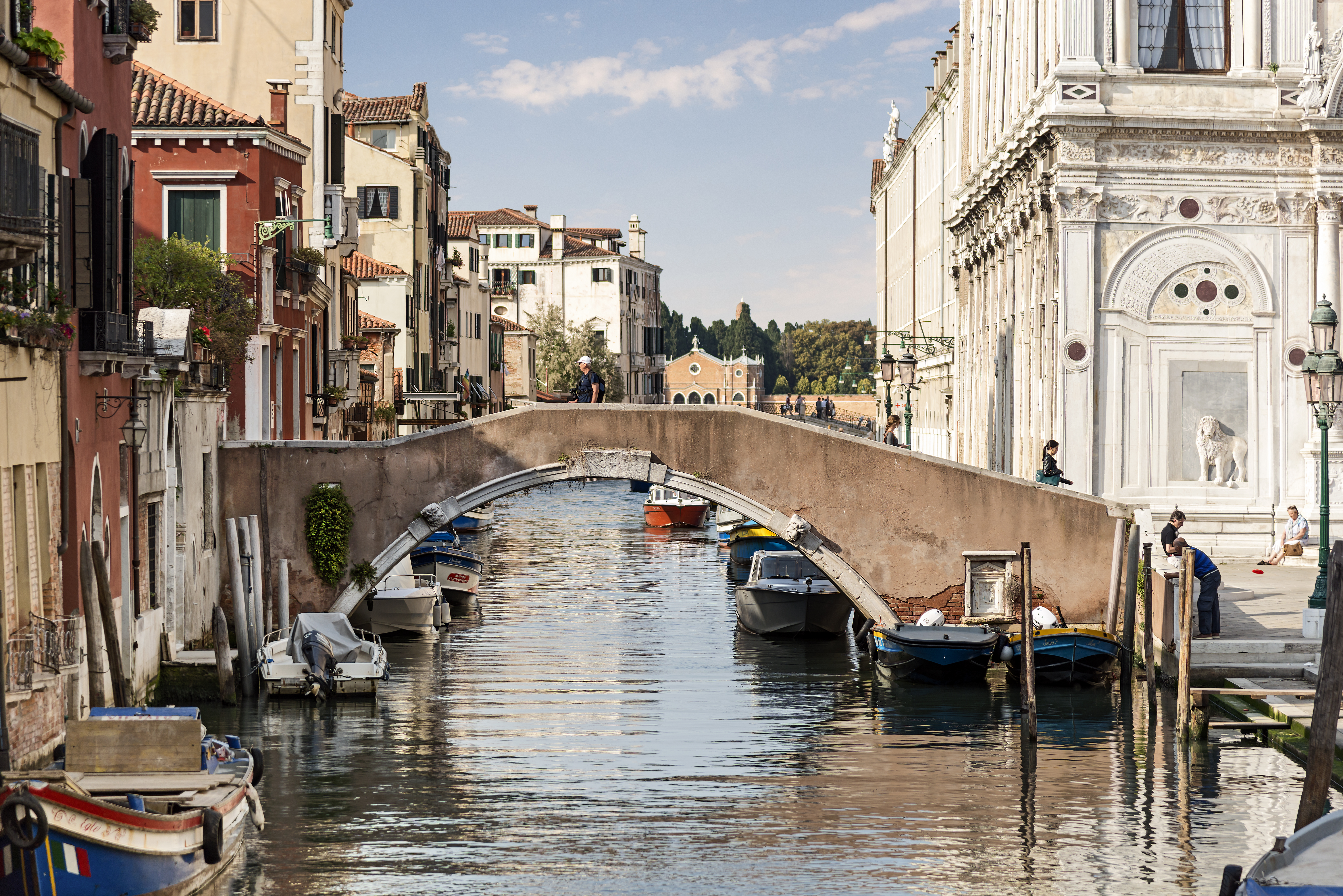
Il ponte Cavallo

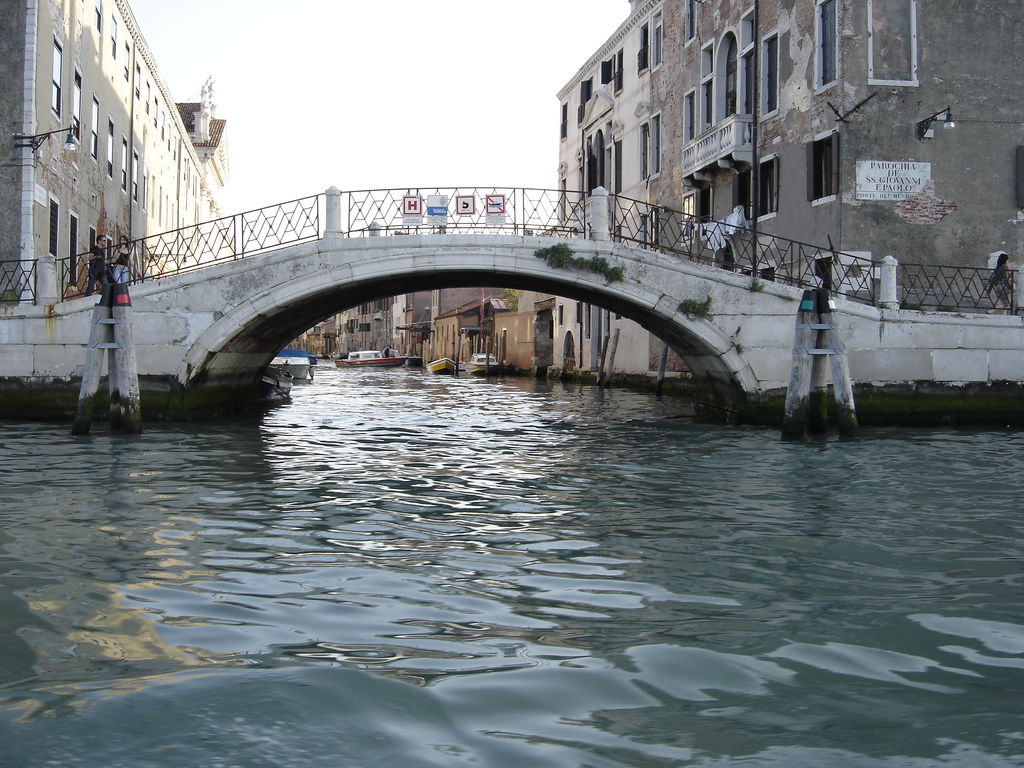
Il ponte dei Mendicanti

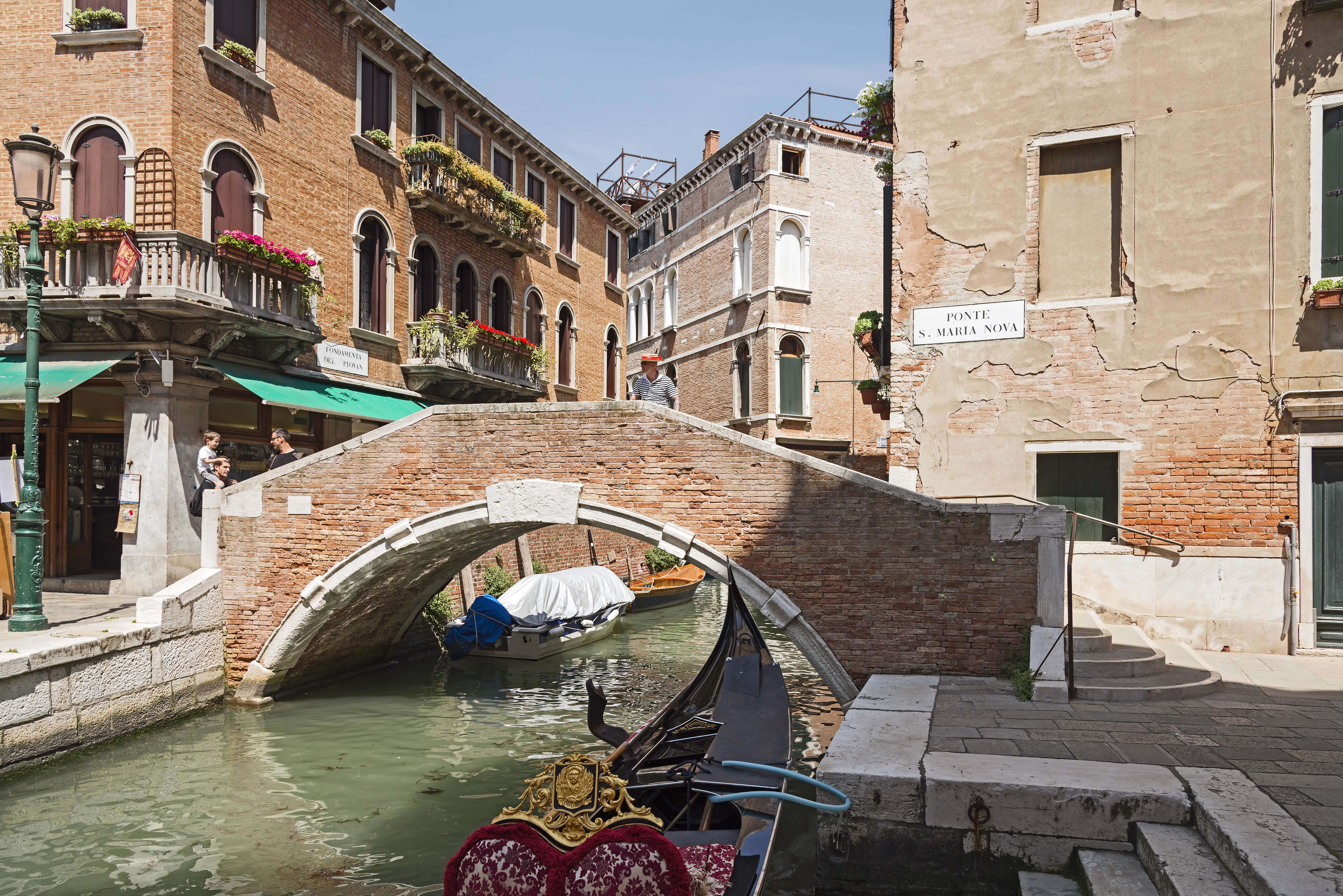
Il ponte di Santa Maria Nova

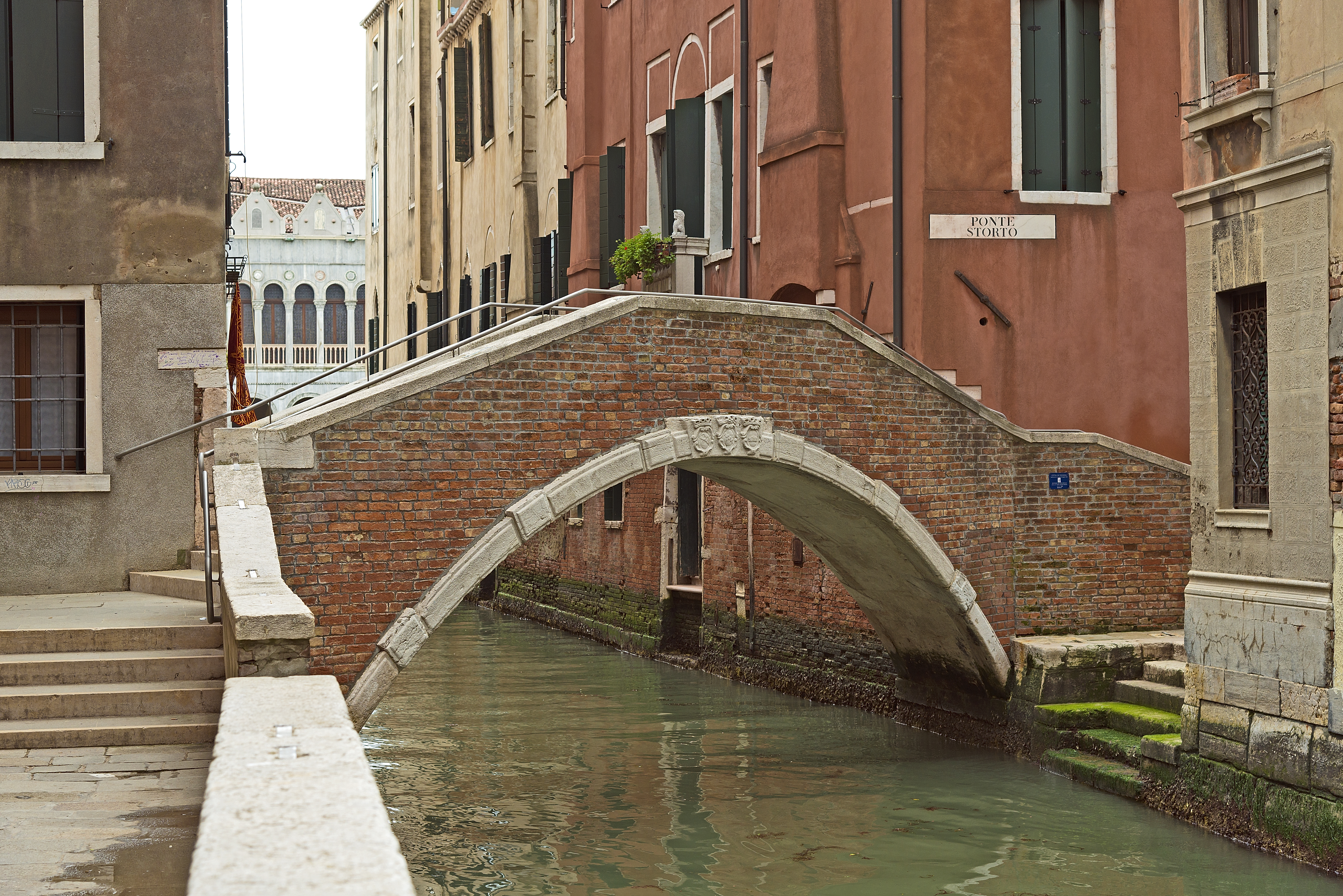
Il ponte Storto sul rio di San Marcuola

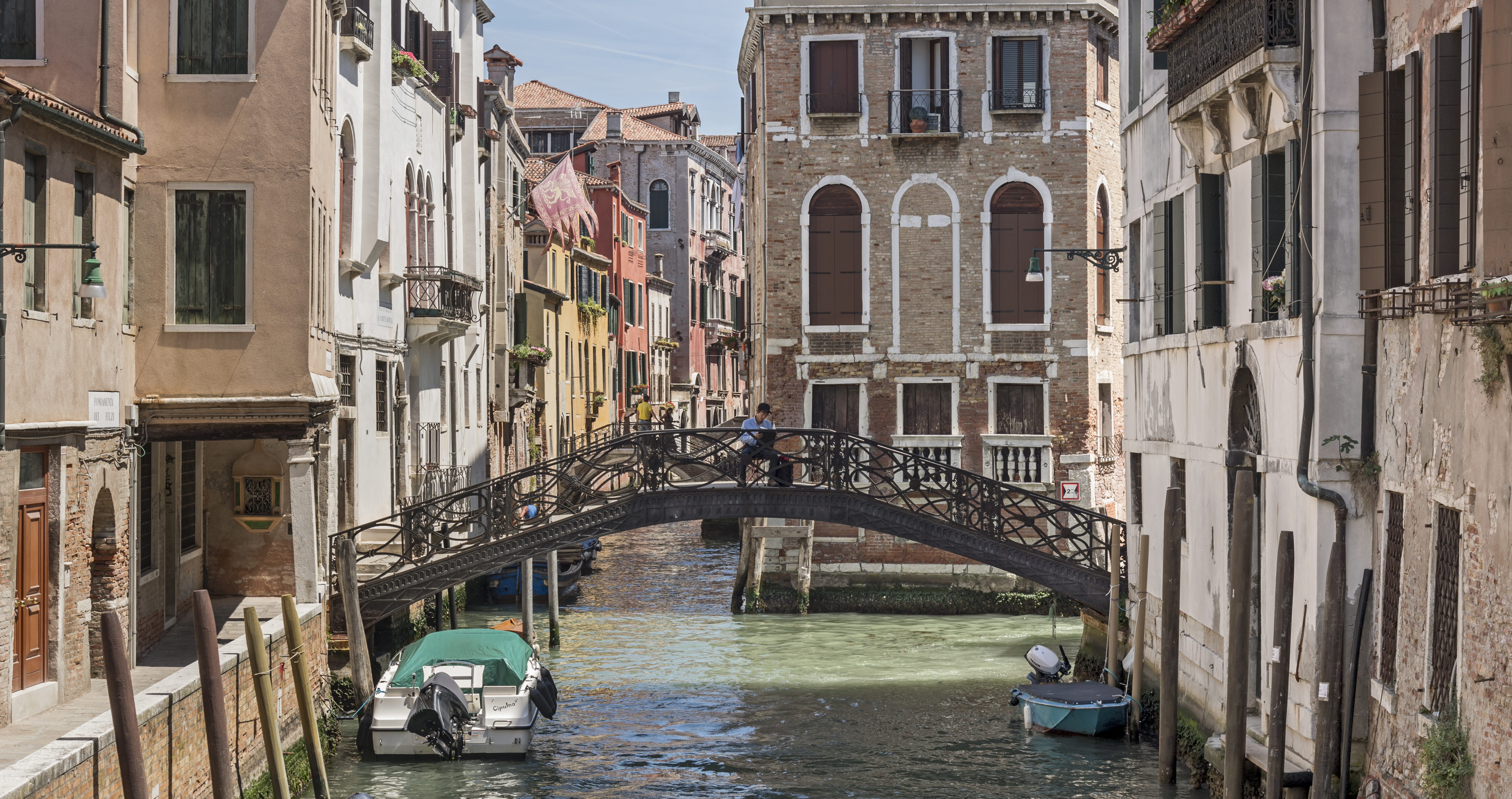
Il ponte dei Consafelzi

- Ponte Benedetti, Riello de Santa Sofia
- Ponte Brazzo, Rio Brazzo
- Ponte Chiodo, Rio di San Felice, ultimo rimasto senza parapetti
- Ponte Contarini, Rio della Sensa
- Ponte Corrente, Rio di Sant'Andrea (Gozzi-Sartori)
- Ponte Correr, Rio della Madalena
- Ponte Corte Vecia, Rio della Sensa
- Ponte de Gheto Novissimo, Rio del Ghetto
- Ponte de Gheto Novo, Rio della Misericordia
- Ponte de l'Abazia, Rio della Sensa
- Ponte de l'Acquavita, Rio dei Santi Apostoli
- Ponte de l'Anconeta, Rio di San Marcuola
- Ponte de l'Aseo, Rio di San Girolamo
- Ponte de l'Ogio, Rio della Madalena
- Ponte de la Crea, Rio della Crea
- Ponte de la Malvasia, Rio della Sensa
- Ponte de la Misericordia, Rio di Noal
- Ponte de la Panada, Rio della Panada
- Ponte de la Panada alle Fondamente Nove Rio della Panada
- Ponte de la Sacca, Rio di Noal
- Ponte de la Saponella o de le Saponete, Rio di San Giobbe
- Ponte de le Capuzzine, Rio di San Girolamo
- Ponte de le Erbe, Rio de la Panada
- Ponte delle Guglie, Canale di Cannaregio
- Ponte de le Torete, Rio delle Torete
- Ponte de le Vele, Rio di Santa Sofia
- Ponte dei Gesuiti, Rio di Santa Caterina
- Ponte dei Lustraferi, Rio dei Lustraferri
- Ponte dei Miracoli, Rio dei Miracoli
- Ponte dei Mori, Rio della Sensa
- Ponte dei Muti, Rio dei Muti
- Ponte dei Ormesini, Rio di San Girolamo
- Ponte dei Sartori, Rio di Sant'Andrea
- Ponte dei Servi o de Betania, Rio della Misericordia
- Ponte dei Trasti o Rosso, Rio dei Trasti
- Ponte dei Tre Archi, Canale di Cannaregio
- Ponte dei Zogatoli, Rio di San Giovanni Crisostomo
- Ponte del Batelo, Rio del Battello
- Ponte del Forno, Rio della Sensa
- Ponte del Gheto Vechio, Rio del Ghetto
- Ponte del Piovan, Rio de la Panada
- Ponte Diedo, Rio del Trapolin et parallelo al Rio dei Servi
- Ponte Donà, Rio dei Gesuiti
- Ponte Giustinian, Rio dei Santi Apostoli
- Ponte Loredan agli Ormesini, Rio di San Girolamo
- Ponte Loredan alla Madonna dell'Orto, Rio della Madonna dell'Orto
- Ponte Madonna dell'Orto, Rio della Madonna dell'Orto
- Ponte Molin de la Racheta, Rio di Santa Caterina
- Ponte Moro a San Girolamo, Rio di Ca' Moro
- Ponte Moro a San Marziale, Riello dei Servi
- Ponte Noris, Rio di Ca' Widmann
- Ponte Novo, Rio di Ca' Moro
- Ponte Pasqualigo, Rio di Noal
- Ponte Priuli o dello Squero, Rio di Santa Sofia
- Ponte Priuli a Santa Sofia, Rio di Santa Sofia
- Ponte Priuli dei Cavaleti, Rio della Crea
- Ponte Racheta, Rio di San Felice
- Ponte San Bonaventura, Rio di Sant'Alvise
- Ponte San Canzian, Rio dei Santi Apostoli
- Ponte San Felice, Rio di San Felice
- Ponte San Girolamo, Rio di San Girolamo
- Ponte San Marziale, Rio di la Misericordia
- Ponte Sant'Alvise, Rio dei Riformati
- Ponte Sant'Andrea, Rio di Sant'Andrea
- Ponte Sant'Antonio, Rio della Madalena
- Ponte Santa Caterina, Rio di Santa Caterina
- Ponte Santa Fosca, Rio di Santa Fosca
- Ponte Santa Maria Nova, Rio dei Miracoli
- Ponte Santi Apostoli, Rio dei Santi Apostoli
- Ponte Storto, Rio di San Marcuola
- Ponte Turlona, Rio della Sensa
- Ponte Ubaldo Belli, Rio di San Felice
- Ponte Valeria Solesin, Rio della Crea
- Ponte Vendramin, Rio di Santa Fosca
- Ponte Widman, Rio di Ca' Widmann
- Ponte Zancan, Rio del Trapolin
- Ponte privato (al n° 1104/C e D), Rio del Battello
- Ponte privato (al n° 621/A-E), Rio di San Giobbe

## Ponti di San Marco

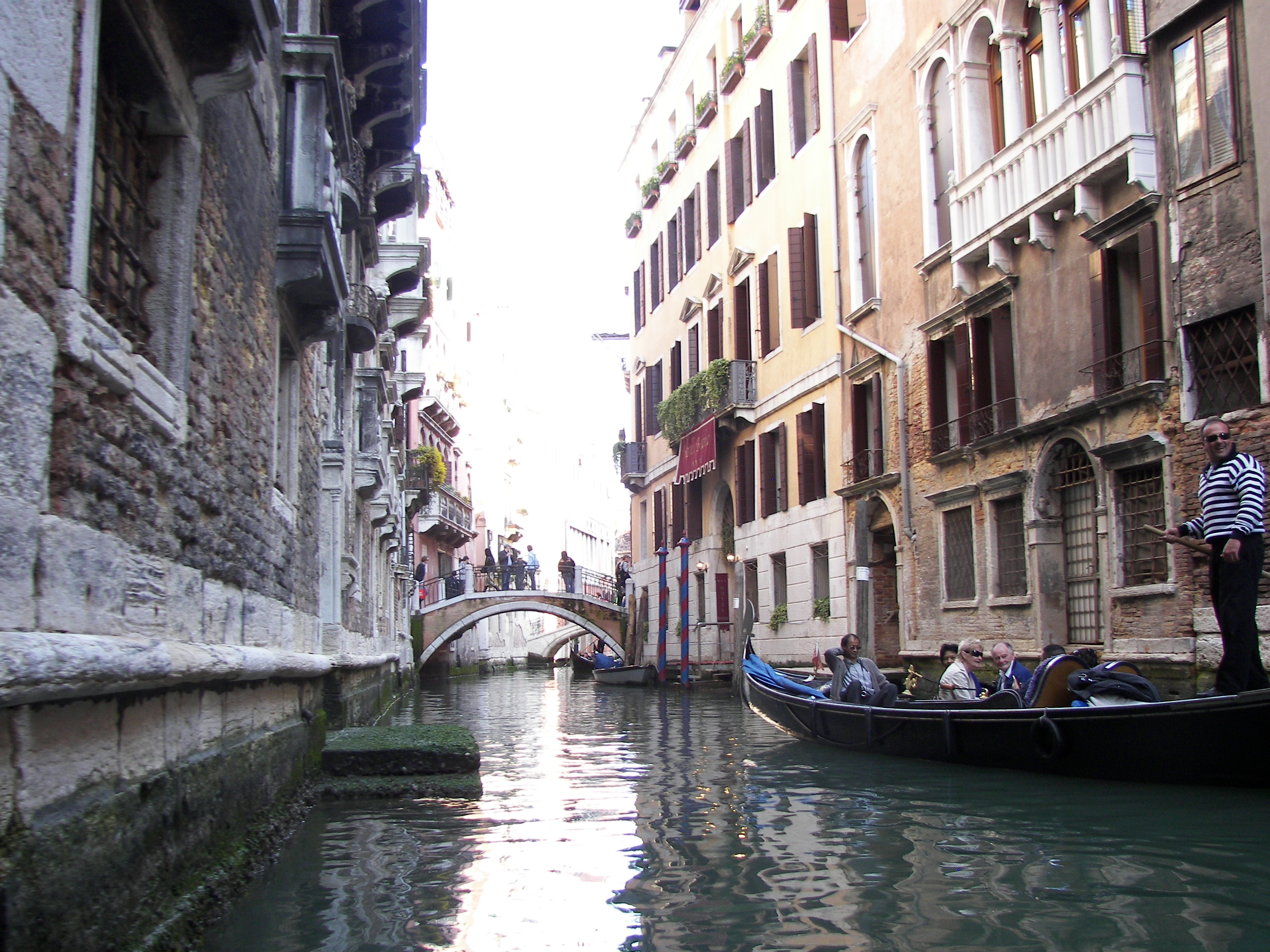
Il ponte dei Barcaroli

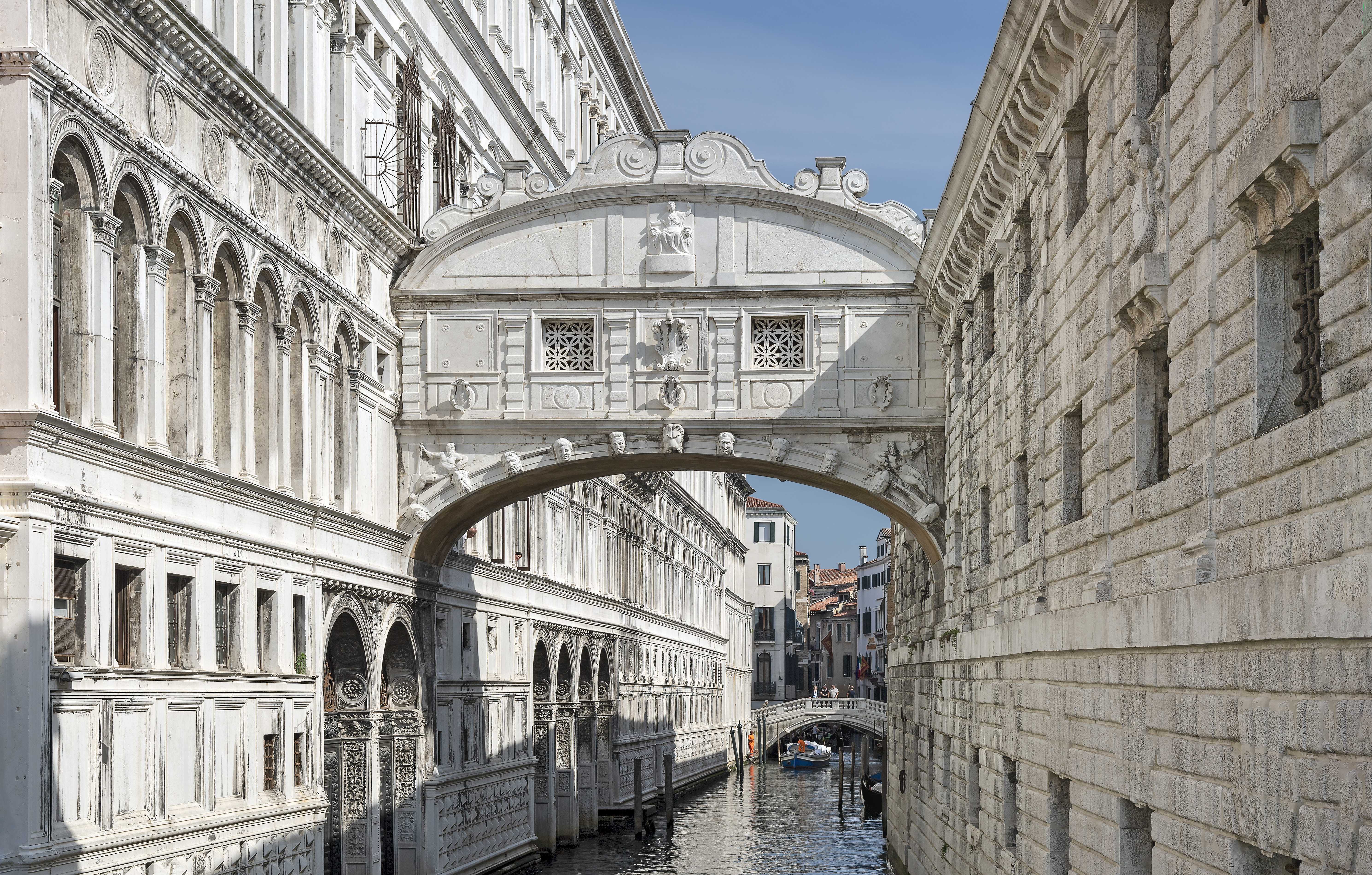
Il ponte dei Sospiri

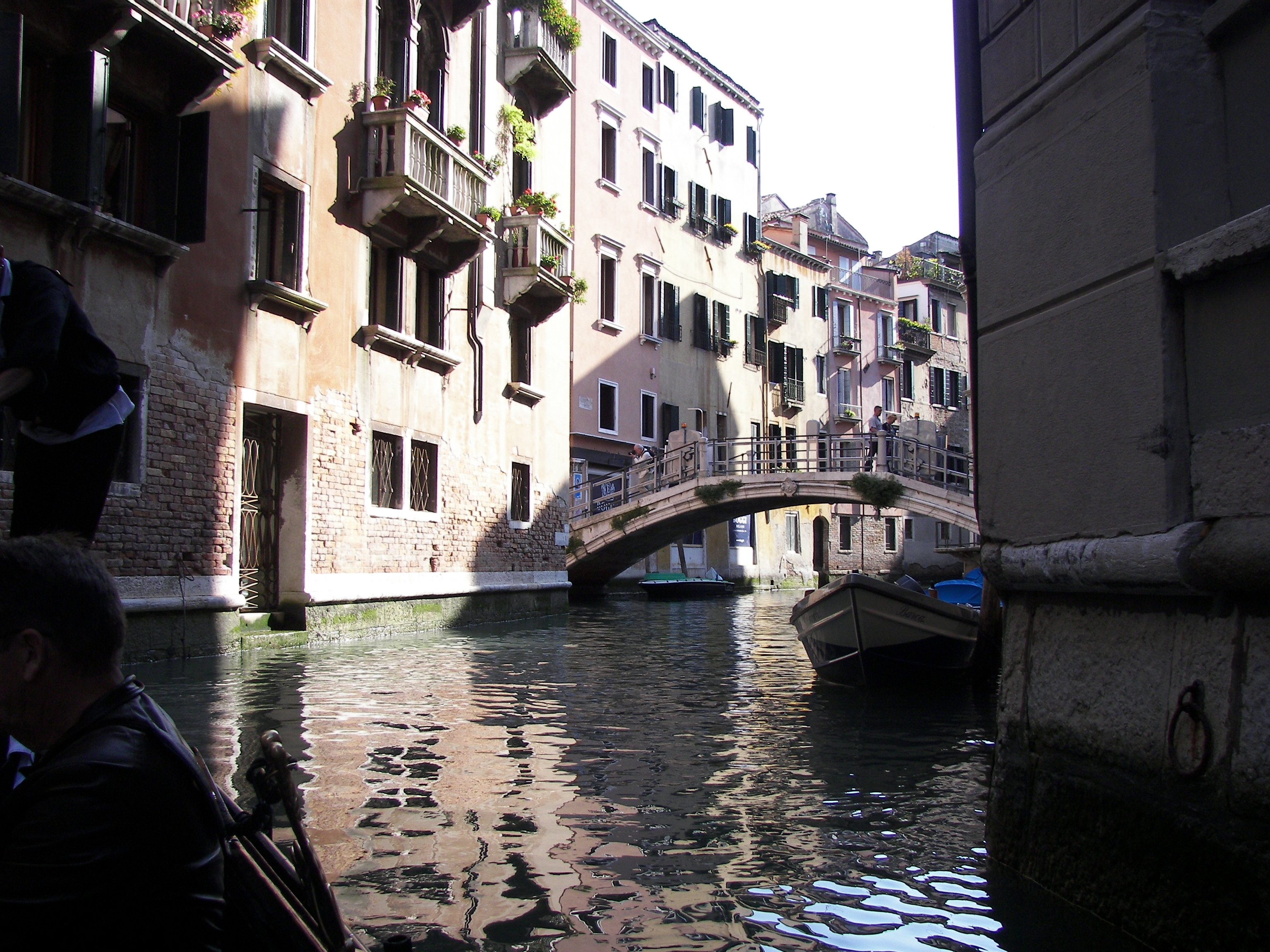
Il ponte Goldoni

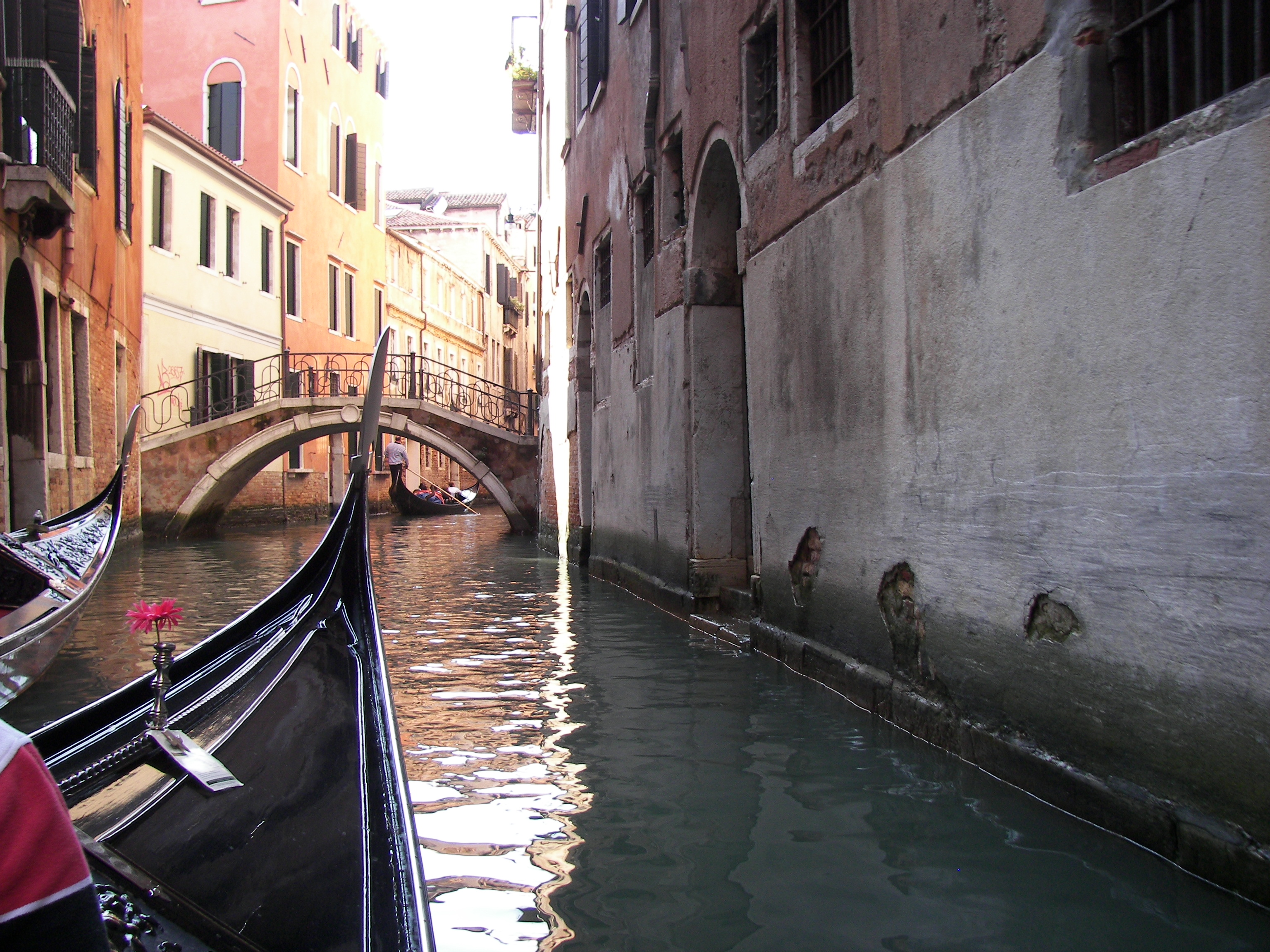
Il ponte Balote

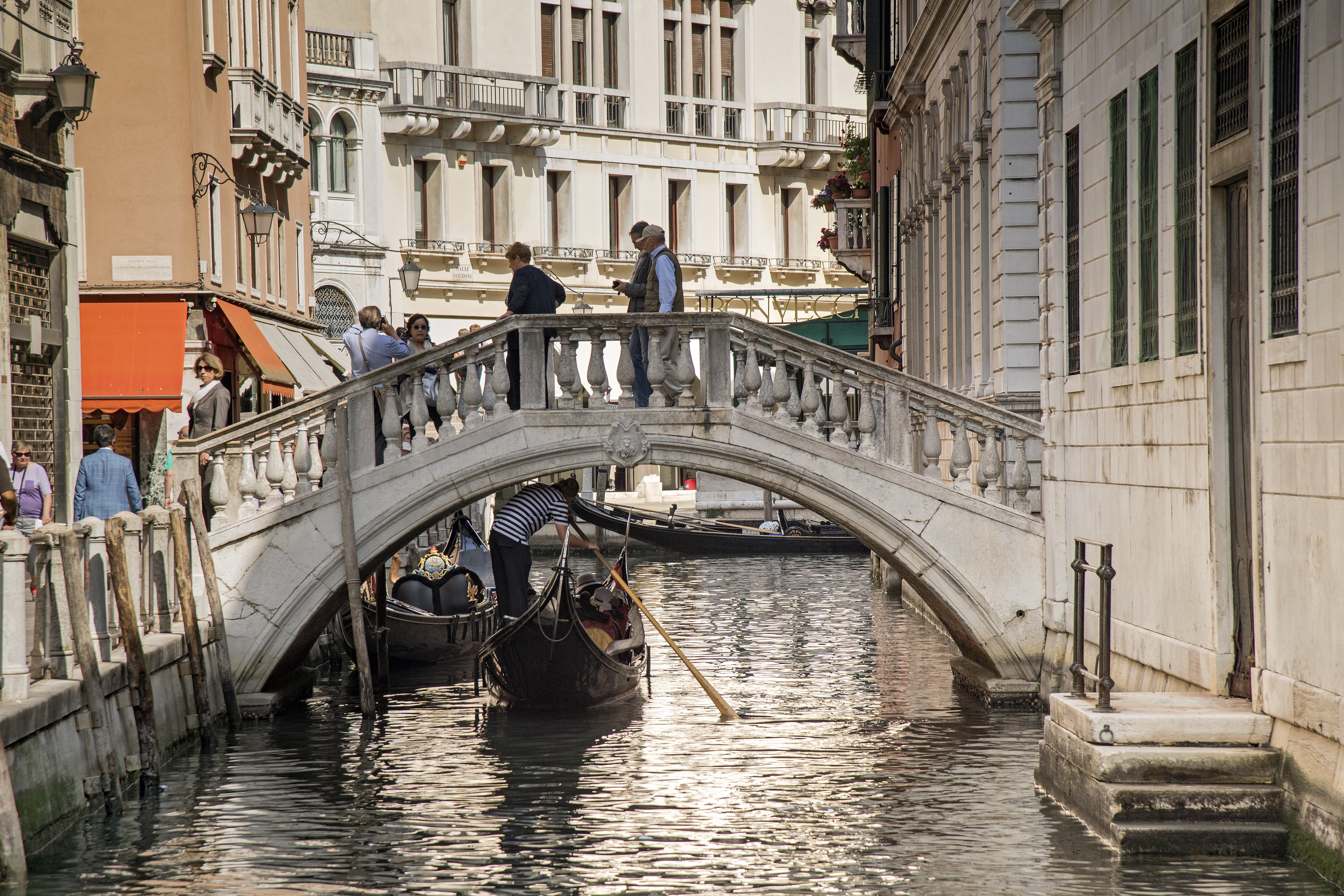
Il ponte Tron o della Piavola

- Ponte de l'Academia dei Pittori, Rio della Luna
- Ponte de l'Albero, Rio di Ca' Corner
- Ponte de l'Ogio, Rio del Fontego dei Tedeschi
- Ponte de la Cortesia, Rio di San Luca
- Ponte de la Feltrina, Rio di Santa Maria Zobenigo
- Ponte de la Fenice, Rio delle Veste
- Ponte de la Malvasia Vecchia sul Rio Menuo, Rio della Verona
- Ponte de la Malvasia Vecchia sul Rio San Maurizio, Rio di San Maurizio
- Ponte de la Verona, Rio della Verona
- Ponte de le Balote, Rio di San Salvador
- Ponte de le Colonne, Rio dei Fuseri
- Ponte de le Ostreghe, Rio dell'Alboro
- Ponte de le Pignate, Rio dei Scoacamini
- Ponte de le Scuole, Rio del Duca
- Ponte de le Veste, Rio delle Veste
- Ponte dei Barcaroli o del Cuoridoro, Rio dei Barcaroli
- Ponte dei Bareteri, Rio dei Bareteri
- Ponte dei Consorzi, Rio della Canonica
- Ponte dei Dai, Rio delle Procuratie
- Ponte dei Ferai, Rio dei Ferai
- Ponte dei Frati, Rio San Anzolo
- Ponte dei Fuseri, Rio dei Fuseri
- Ponte dei Pignoli, Rio dei Bareteri
- Ponte dei Sospiri, Rio della Canonica
- Ponte del Cavalletto, Rio delle Procuratie
- Ponte del Lovo, Rio di San Salvador, l’unico da cui è visibile il campanile di San Marco[2]
- Ponte del Pestrin, Rio San Anzolo
- Ponte del Teatro, Rio di San Luca
- Ponte de la Piscina di Frezzaria, Rio dei Barcaroli
- Ponte Duodo o Barbarigo, Rio di Santa Maria Zobenigo
- Ponte Giustinian, Rio di San Vidal
- Ponte Carlo Goldoni, Rio dei Fuseri
- Ponte Manin, Rio di San Salvador
- Ponte Michiel, Rio di Ca' Michiel
- Ponte Piscina San Samuele, Rio del Pestrin
- Ponte San Cristoforo, Rio delle Veste
- Ponte San Maurizio, Rio del Santissimo di Santo Stefano
- Ponte San Moisè, Rio di San Moisè
- Ponte San Paternian, Rio di San Luca
- Ponte Storto, tra Rio di Santa Maria Zobenigo e Rio della Fenice
- Ponte Storto o Caotorta, Rio della Verona
- Ponte Tron o de la Piavola, Rio Orseolo
- Ponte Vitturi, Rio di San Vidal
- Ponte Zaguri o Corner Zaguri, Rio di San Maurizio

## Ponti di Castello

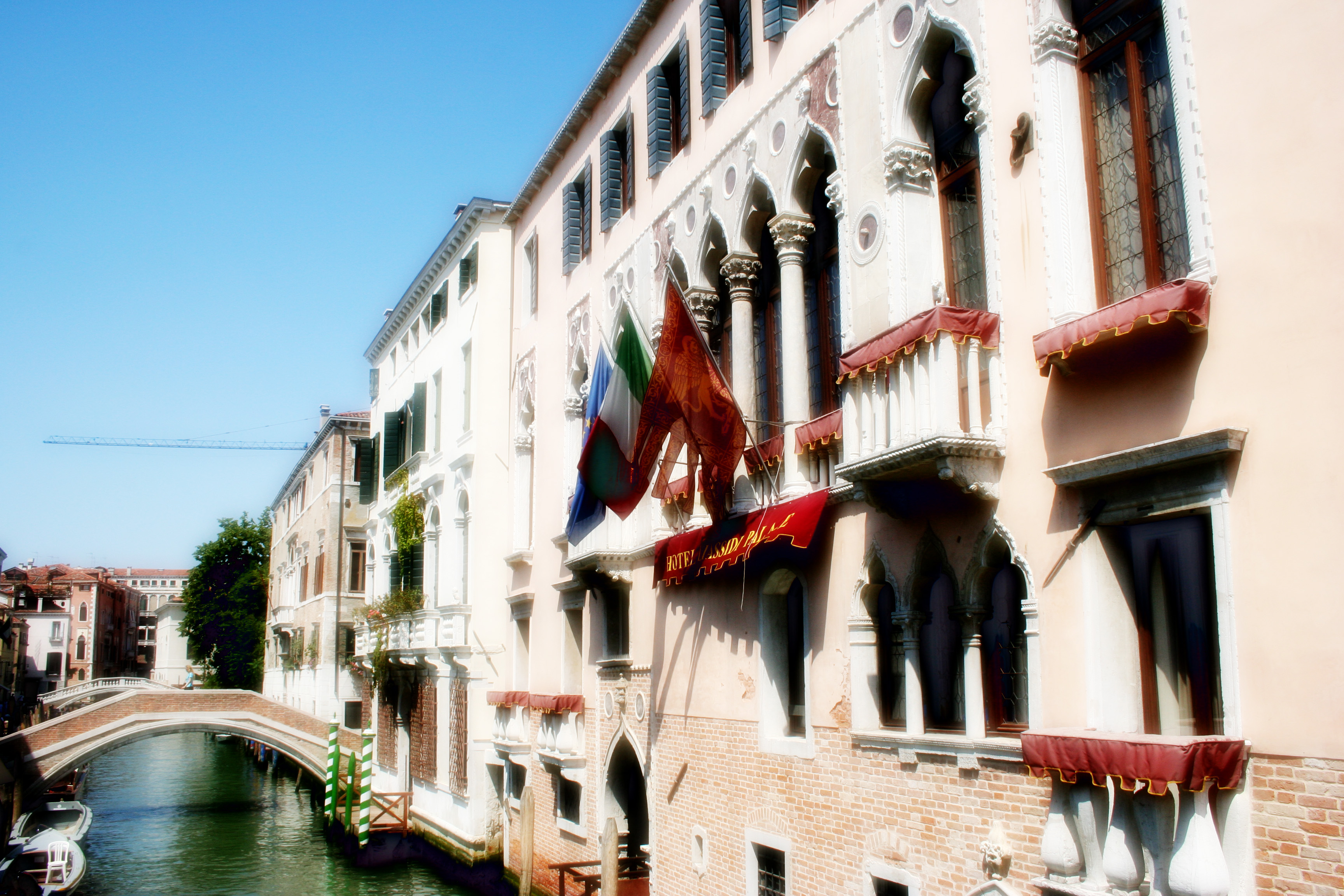
Il ponte Lion sul rio di San Lorenzo

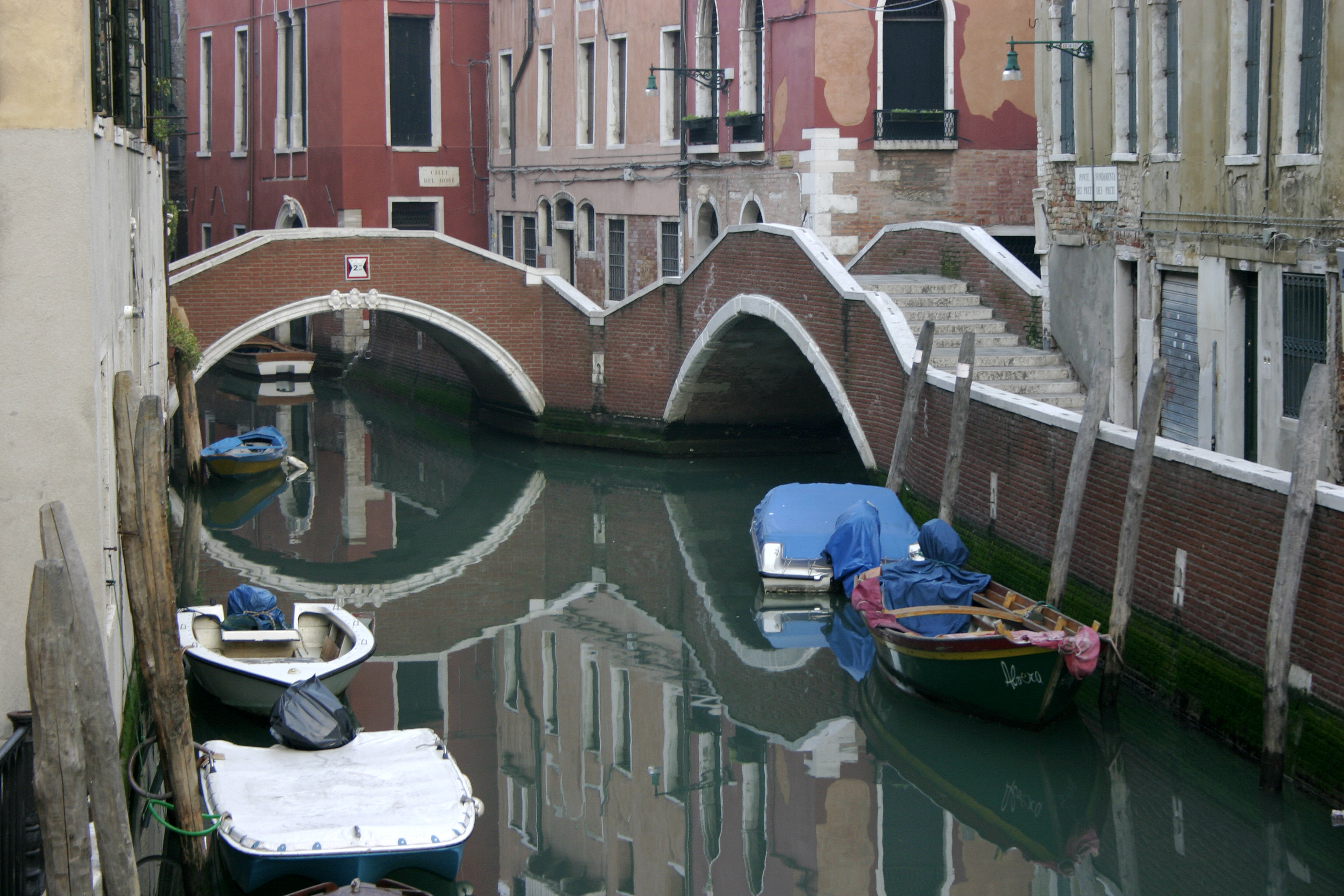
I ponti del Paradiso e dei Preti sul rio del Mondo Novo

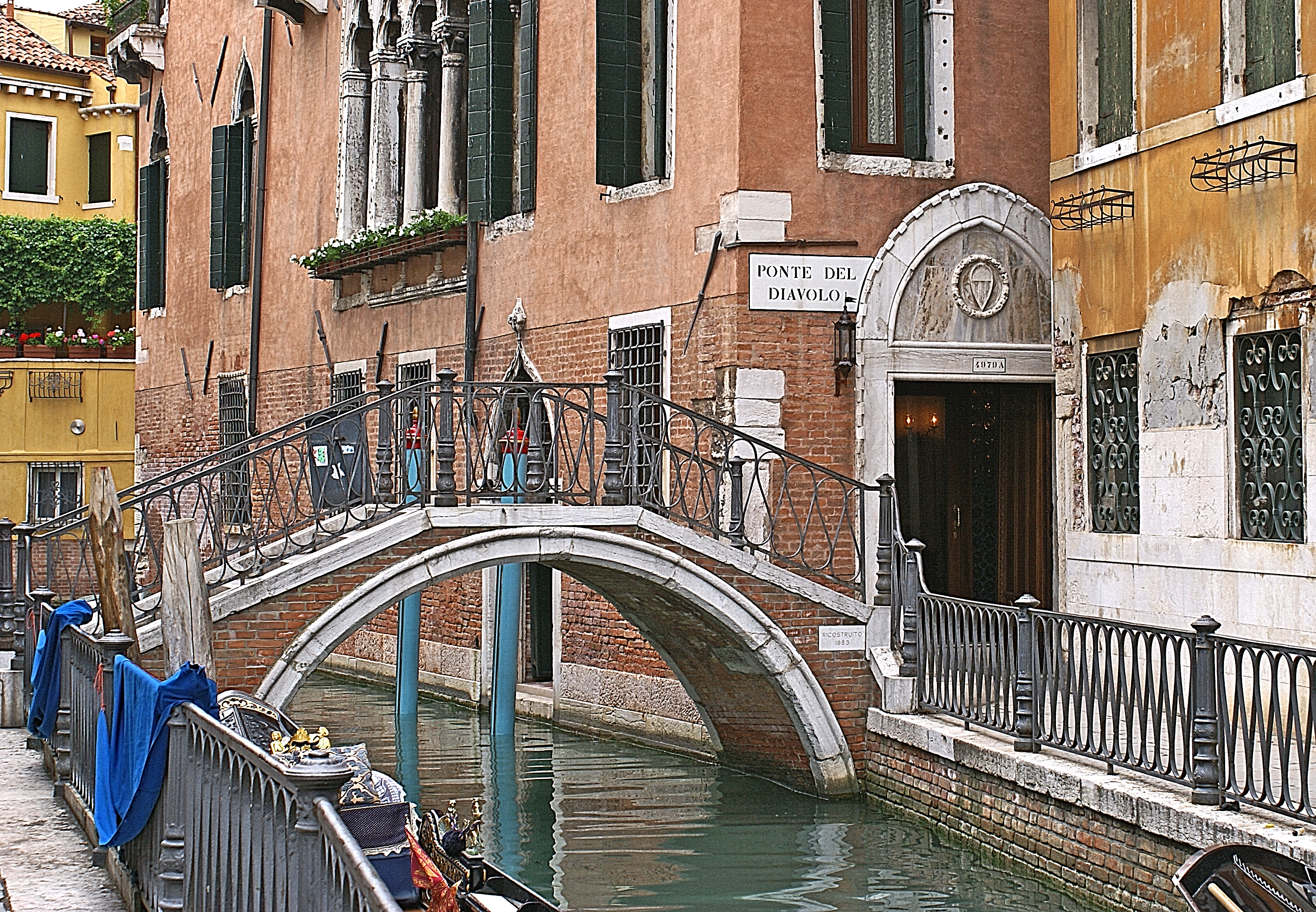
Il ponte del Diavolo sul rio di San Provolo

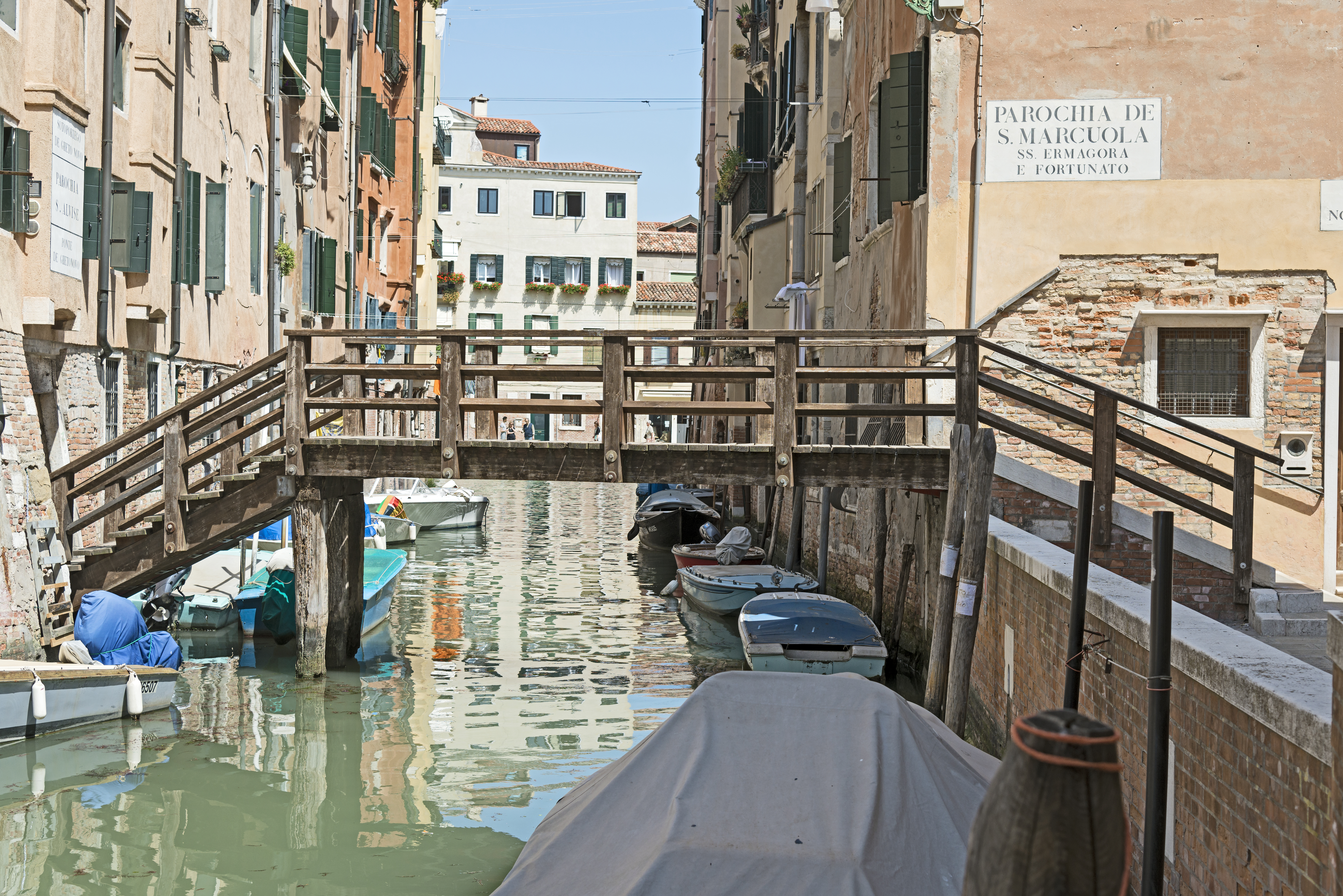
Il ponte de Gheto Novissimo sul Rio di Ghetto Nuovo

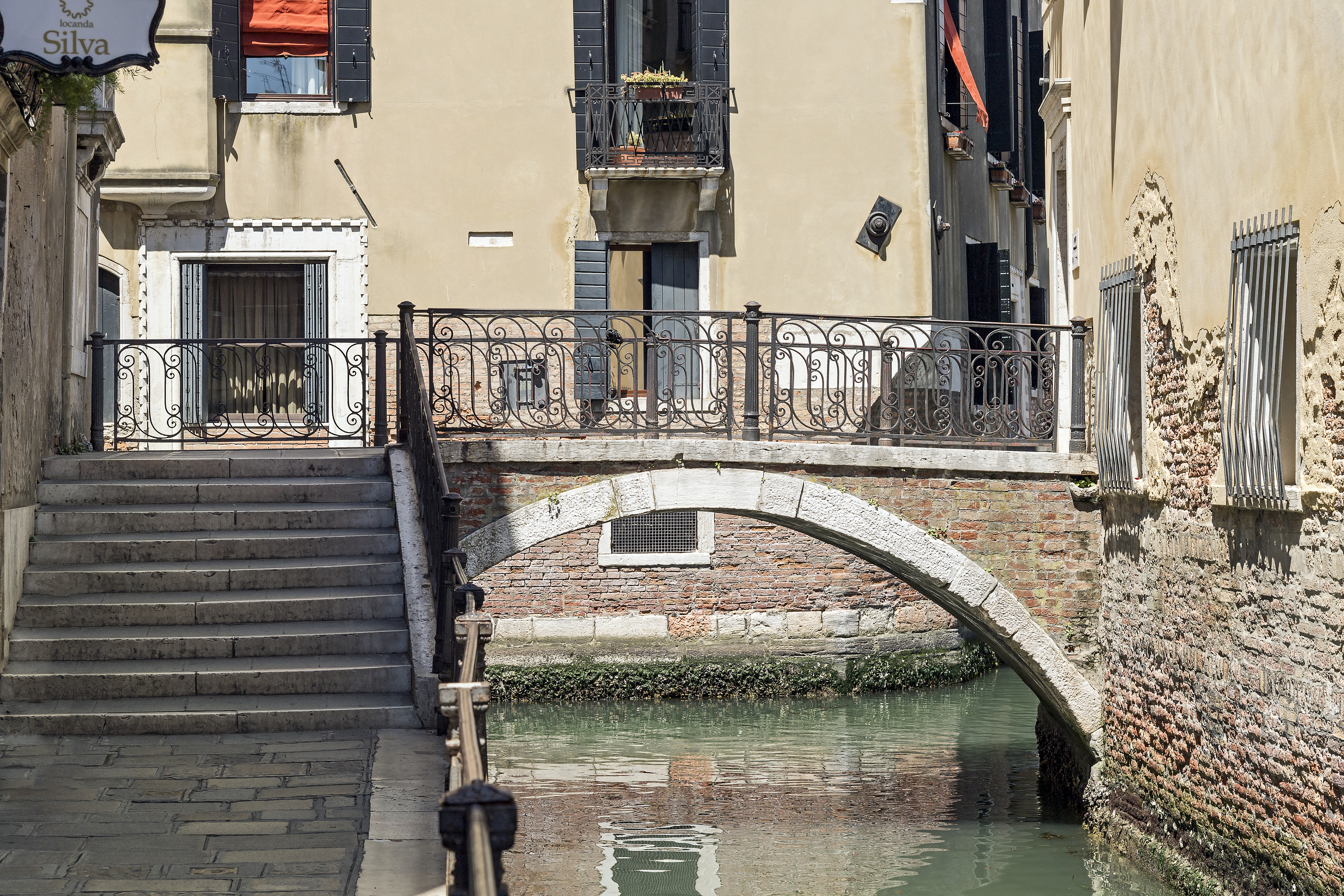
Il ponte Pasqualigo sul rio del Remedio

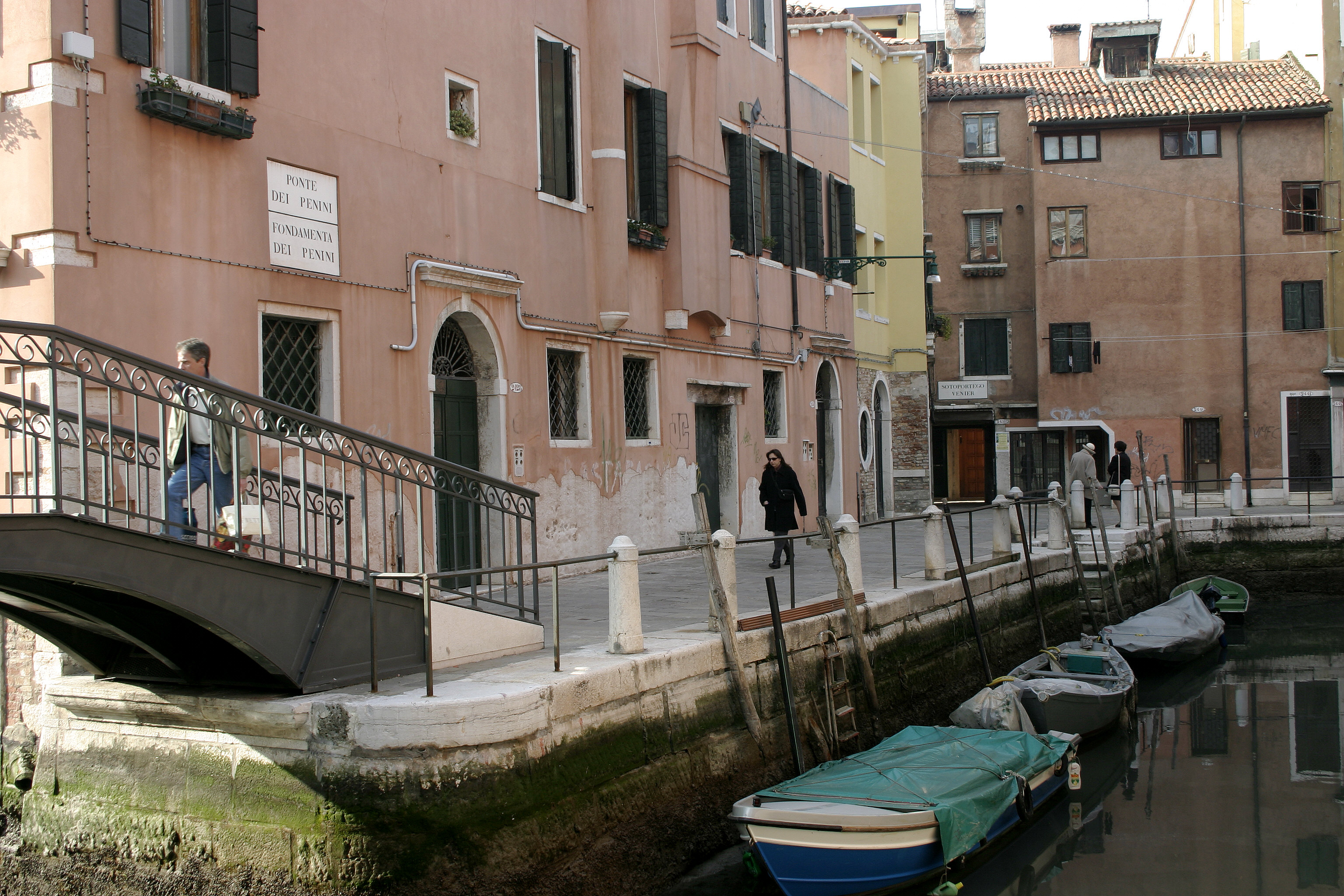
Il ponte dei Pennini e il rio dell'Arsenale

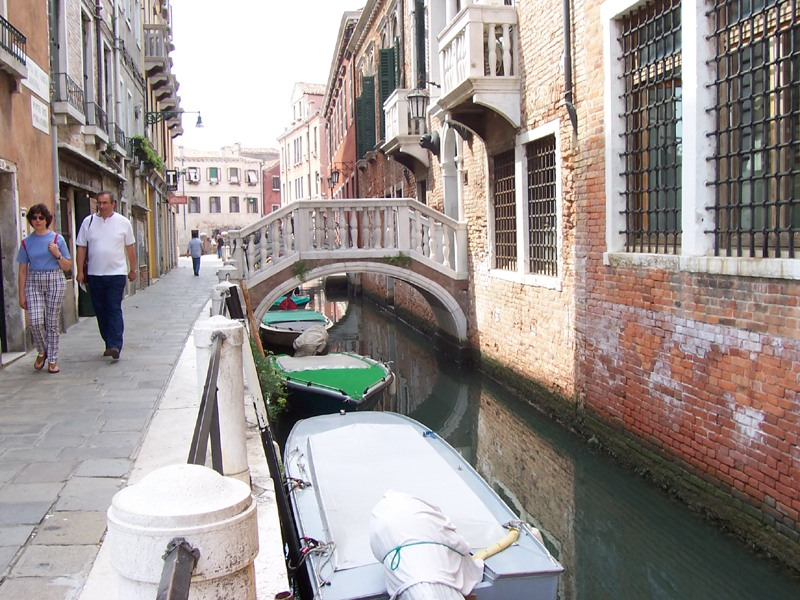
Ponte privato con accesso all'Arsenale

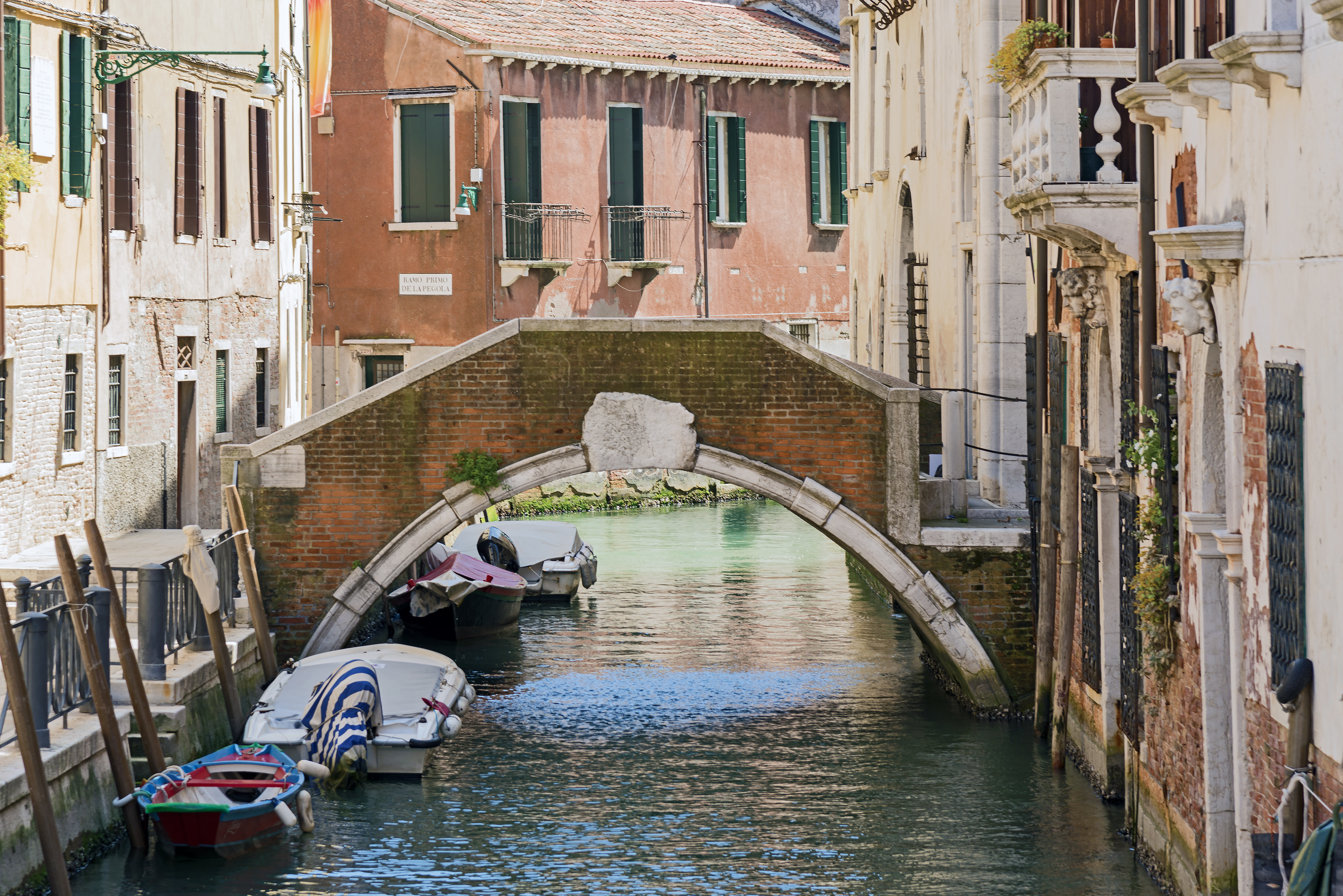
Il ponte Erizzo

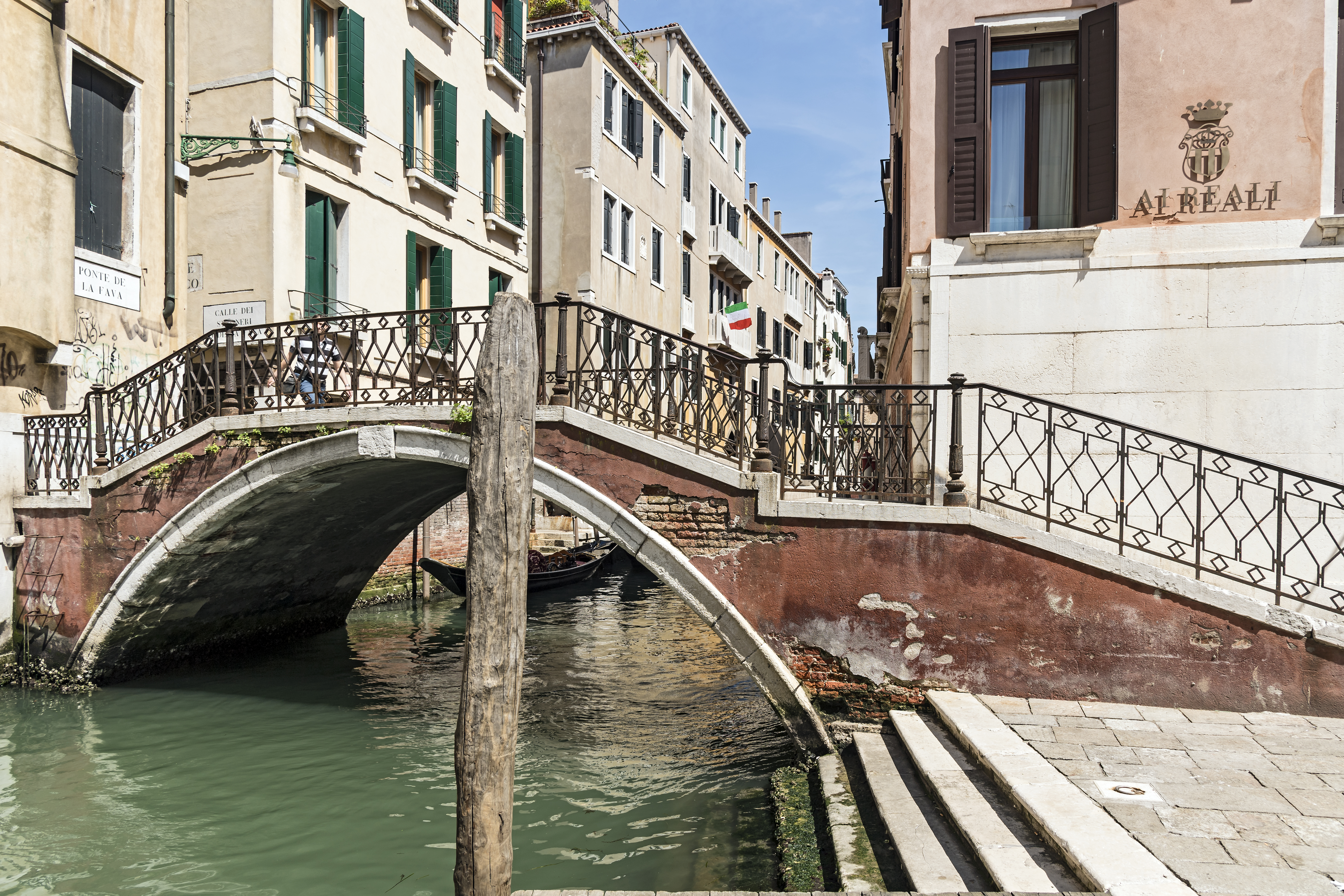
Il ponte e il rio de la Fava

- Ponte Avogadro, Rio di Santa Maria Formosa
- Ponte Balbi, Rio di San Zulian
- Ponte de la Ca' di Dio, Rio della Ca' di Dio
- Ponte Cappello, Rio della Tetta
- Ponte Cavagnis o Cavanis, Rio di San Severo
- Ponte Cavallo, Rio dei Mendicanti
- Ponte de la Canonica, Rio della Canonica
- Ponte de l'Anzolo, Rio di San Zulian
- Ponte de l'Osmarin, Rio di San Provolo
- Ponte de l'Ospedaletto, Rio di San Giovanni in Laterano
- Ponte de la Cavana del Gas o de fondamenta Santa Giustina, Rio di Santa Giustina
- Ponte de la Corona, Rio di San Zaninovo – Rio del Remedio
- Ponte de la Corte Nova, Rio di Sant'Antonin
- Ponte de la Fava, Rio della Fava
- Ponte de la Grana, Rio di San Martin
- Ponte de la Guerra, Rio di San Zulian
- Ponte de la Malvasia, Rio di San Zulian
- Ponte de la Scoazera, Rio degli Scudi e di Santa Ternita
- Ponte de la Tana, Rio de la Tana
- Ponte de la Veneta Marina o de le Cadene, Rio de la Tana
- Ponte de le Bande, Rio del Mondo Novo
- Ponte de le Case Nove, Rio di Sant'Isepo
- Ponte de Quintavale, Canale di San Piero
- Ponte de Ruga Giuffa, Rio di Santa Maria Formosa
- Ponte dei Carmini, Rio di San Provolo
- Ponte dei Conzafelzi, Rio di Santa Marina
- Ponte dei Giardini, Rio di Sant'Elena
- Ponte dei Giardini, Rio dei Giardini
- Ponte dei Greci, Rio dei Greci
- Ponte dei Mendicanti, Rio dei Mendicanti
- Ponte dei Penini, Rio di San Martin
- Ponte dei Preti, Rio del Paradiso
- Ponte dei Scudi, Rio degli Scudi e di Santa Ternita
- Ponte dei Sette Martiri, Rio di Sant'Isepo
- Ponte del Cristo, Rio di Santa Marina
- Ponte del Diavolo, Rio di San Provolo
- Ponte del Fontego, Rio di San Francesco
- Ponte del Mondo Novo, Rio del Mondo Novo
- Ponte del Paludo, Rio dei Giardini
- Ponte del Paradiso, Rio del Mondo Novo
- Ponte del Pistor, Rio del Piombo
- Ponte del Rèmedio, Rio della Canonica
- Ponte del Sepolcro, Rio della Pietà
- Ponte del Suffragio o del Cristo, Rio di San Francesco
- Ponte del Vin, Rio del Vin
- Ponte dell'Arco, Rio di San Martin
- Ponte de l'Arsenal, Rio dell'Arsenale
- Ponte della Cavana dell'Ospedale, Fondamente Nove
- Ponte della Cavana dell'Ospedale ai Mendicanti, Fondamenta dei Mendicanti
- Ponte de la Comenda, Rio di Sant'Antonin
- Ponte della Paglia, Rio della Canonica
- Ponte de la Pietà, Rio dei Greci
- Ponte di Borgoloco, Rio del Pestrin
- Ponte del Rio la Pietà (o dei Becchi), Rio di Sant'Antonin
- Ponte Erizzo, Rio della Ca' di Dio
- Ponte Lion, Rio di San Lorenzo
- Ponte Marcello o Pindemonte, Rio del Piombo
- Ponte Marco Polo o del Teatro, Rio di San Lio
- Ponte Minich, Rio di Santa Marina
- Ponte Muazzo, Rio di San Giovanni in Laterano
- Ponte Novo, Rio di San Severo
- Ponte Novo o de l'Arco, Rio di San Severo
- Ponte Pasqualigo, Rio di San Zaninovo
- Ponte Querini, Rio di Santa Maria Formosa
- Ponte Riello, Rio di San Daniele
- Ponte Rosso, Rio dei Mendicanti
- Ponte San Biasio delle Catene, Rio dell'Arsenale
- Ponte San Daniele, Rio San Daniele e Rio delle Vergine
- Ponte San Domenego, Rio di Sant'Isepo
- Ponte San Francesco (o del Nuncio), Rio di San Francesco
- Ponte San Gioachin, Rio di Sant'Ana
- Ponte San Lorenzo, Rio di San Lorenzo
- Ponte San Pietro, Canale di San Piero
- Ponte San Provolo, Rio del Vin
- Ponte San Severo, Rio di San Severo
- Ponte Sant'Anna, Rio di Sant'Anna
- Ponte Sant'Antonin, Rio di Sant'Antonin
- Ponte Sant'Antonio, Rio della Fava
- Ponte Sant'Isepo, Rio di Sant'Isepo
- Ponte Santa Giustina, Rio di Santa Giustina
- Ponte Storto, Rio di San Martin
- Ponte Storto, Rio del Remedio
- Ponte Tetta, Rio di San Giovanni in Laterano
- Ponte privato (al 4328-4330), Rio della Canonica
- Ponte privato verso il Palazzo Querini Stampalia, Rio di Santa Maria Formosa
- Ponte privato del Palazzo Malipiero Trevisan, Rio di Santa Maria Formosa
- Ponte privato del Palazzo Trevisan Cappello, Rio della Canonica

## Ponti di Santa Croce
- Ponte Bergami, Rio Marin
- Ponte Canal, Rio delle Muneghe

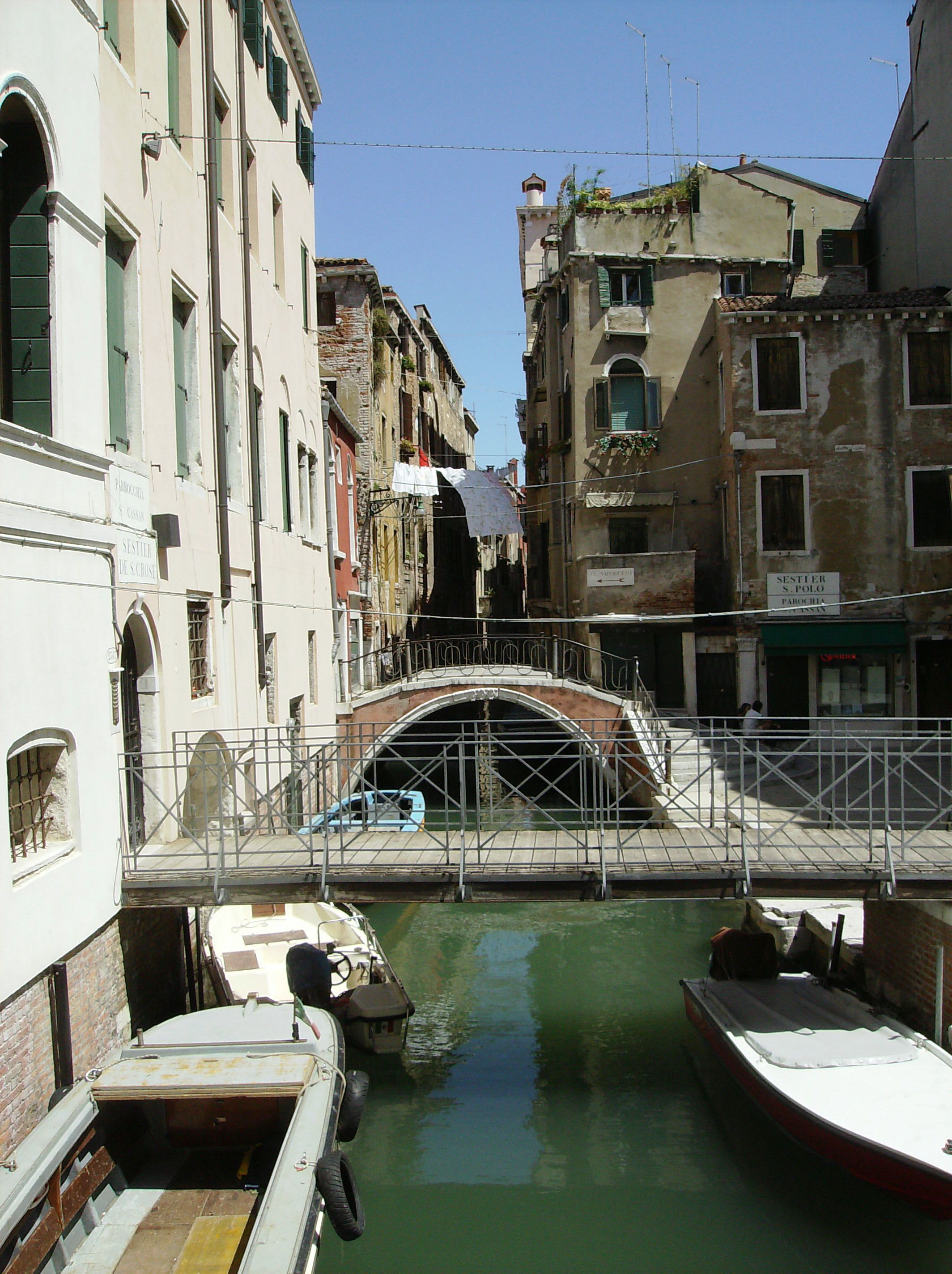
Il ponte della Chiesa e un ponte privato

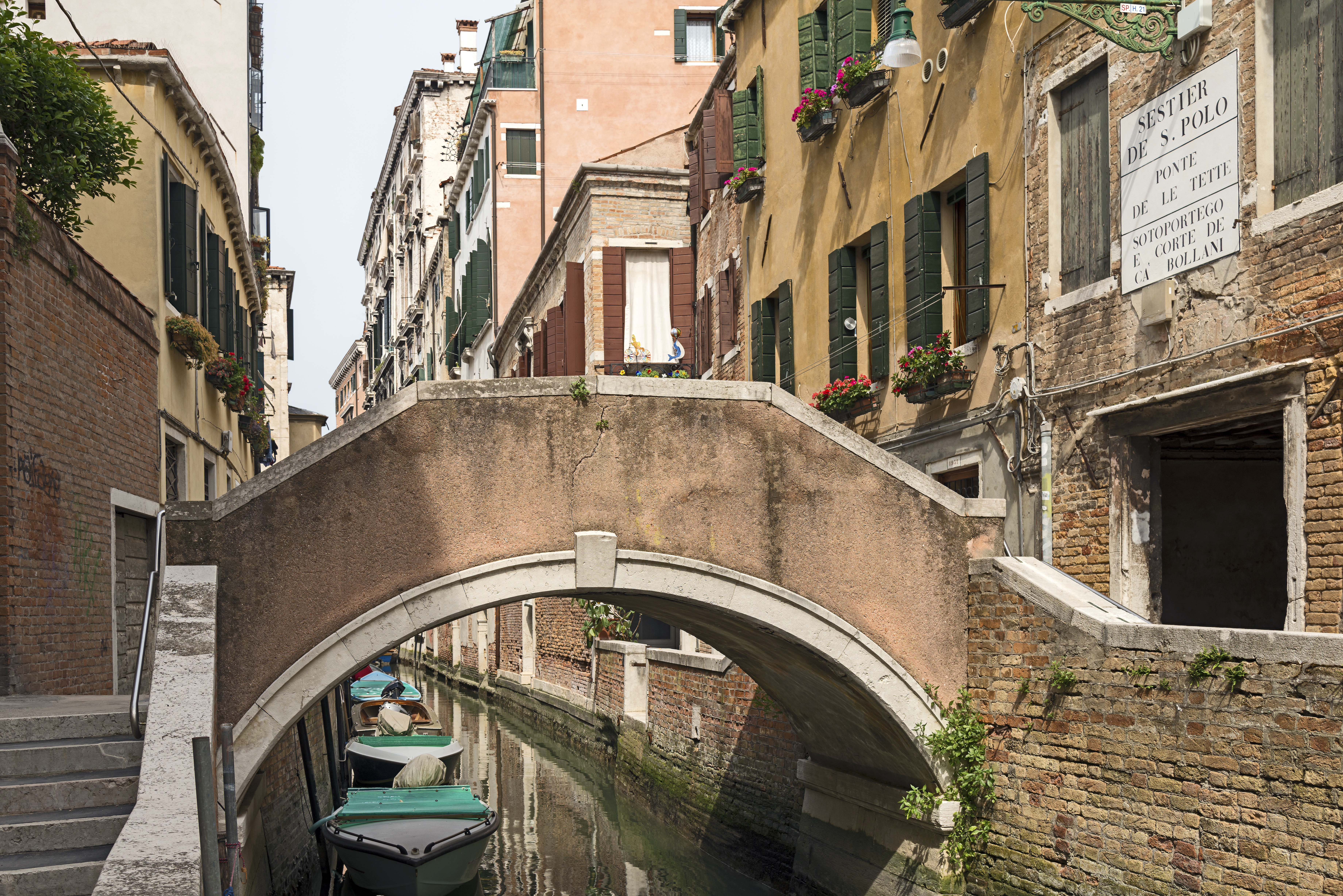
Il ponte delle Tette

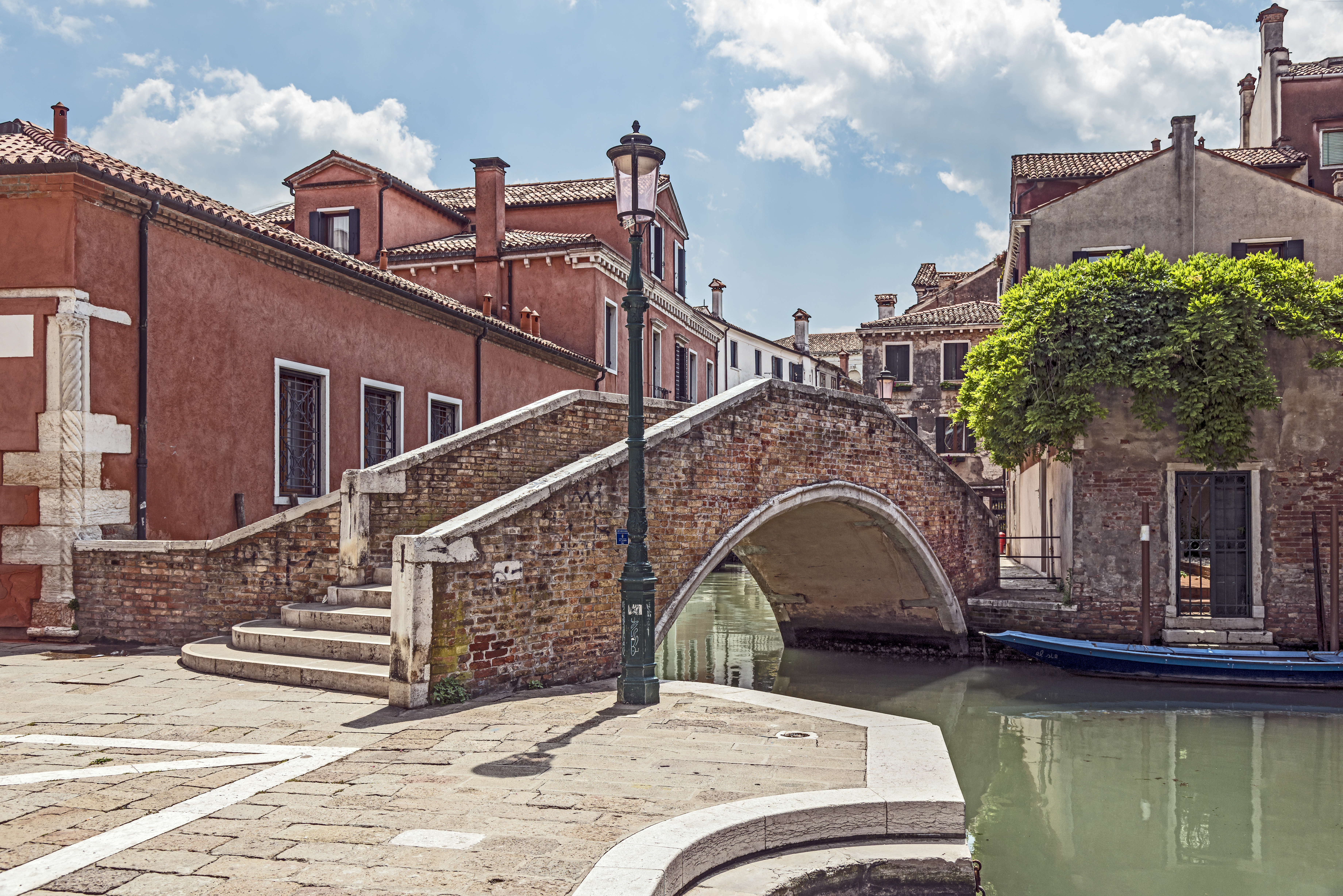
Il ponte San Boldo

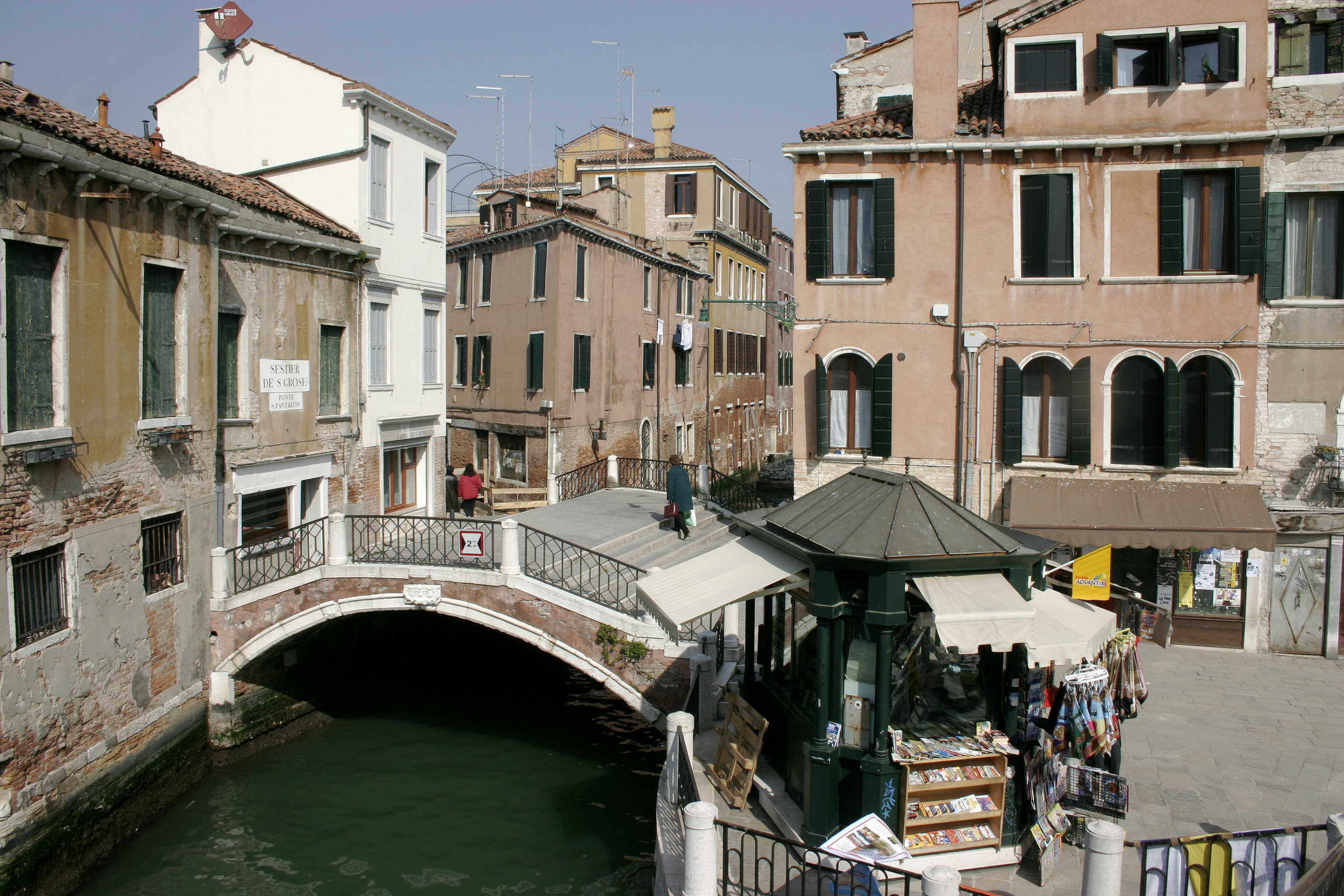
Il ponte San Pantalon

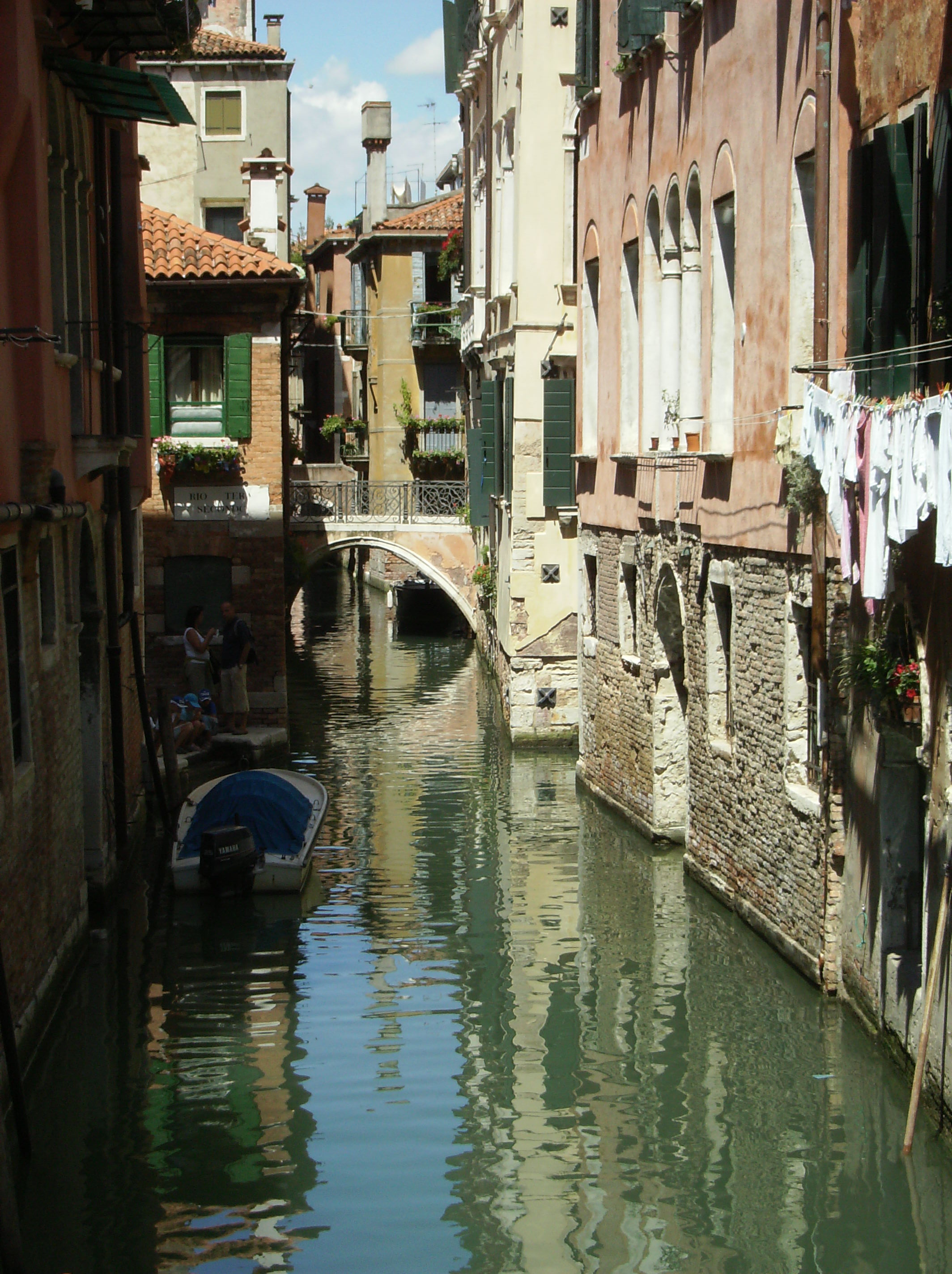
Ponte del Modena sul rio di San Boldo

- Ponte Cappello o dei Garzoti, Rio Marin
- Ponte Colombo o Carminati, Rio di San Boldo
- Ponte Cossetti, Rio delle Burchiele
- Ponte Ca' Giovannelli, Rio di San Stae
- Ponte de Ca' Pesaro, Rio della Pergola
- Ponte de Ca' Rizzi secondo, Rio Ca' Rizzi e Rio di Santa Maria Maggiore
- Ponte de l'Agnella o de l'Agnello, Rio di Santa Maria Mater Domini
- Ponte de l'Anatomia, Rio San Zan Degolà
- Ponte de la Cazziola, Rio della Cazziola
- Ponte de la Croze, Rio dei Tolentini
- Ponte de la Late, Rio di San Zuane, parallelo al Rio di San Giacomo dell'Orio
- Ponte de la Rioda, Rio di San Stae
- Ponte de le Oche, Rio di Sant'Agostin
- Ponte de le Sechere, Rio delle Muneghete
- Ponte de le Tette, Rio di San Cassiano
- Ponte dei Morti o della Chiesa, Rio di San Cassiano
- Ponte dei Tabacchi o delle Burchielle, Rio delle Burchielle
- Ponte dei Tolentini, Rio dei Tolentini
- Ponte dei tre ponti (1°, 2°, 3°, 4° arco), Rio delle Burchielle e Rio Novo
- Ponte dei tre ponti (4° arco), Rio Novo
- Ponte del Cristo, Rio Marin
- Ponte del Cristo o del Tintor, Rio della Pergola
- Ponte del Forner, Rio della Pergola
- Ponte del Forner detto de Sant'Antonio, Rio di San Boldo
- Ponte del Megio, Rio del Megio
- Ponte del Modena, Rio di San Boldo
- Ponte del Parucheta, Rio di San Giacomo dall'Orio
- Ponte del Prefetto o Papadopoli, Rio Novo
- Ponte del Ravano, Rio delle due Torri
- Ponte del Savio o Storto, Rio di Sant'Agostin
- Ponte del Tentor o del Cristo, Rio di Ca' Tron
- Ponte Giovanni Andrea Dalla Croce, Rio di San Cassiano
- Ponte de Ruga Bella o del Forner, Rio di San Zan Degolà
- Ponte de Ruga Vecchia, Rio di San Zan Degolà
- Ponte San Boldo, Rio di San Giacomo dell'Orio
- Ponte San Pantalon, Rio San Pantalon (Rio de le Mosche)  - parallelo al Rio de Ca' Foscari
- Ponte San Zan Degolà, Rio de San Zan Degolà
- Ponte Santa Chiara o del Monastero, Rio Novo
- Ponte Santa Maria Mater Domini, Rio de Santa Maria Mater Domini
- Ponte Storto, Rio de San Boldo
- Ponte Vinanti, Rio de le Mosche
- 2 ponti privati della Manifattura Tabacchi, Rio de le Burchiele
- Ponte privato (al n° 197/A), Rio de le Muneghete
- Ponte privato (al n° 1903/A), Rio Mocenigo o de la rioda o de San Stae
- Ponte privato (al n° 2069), Rio Mocenigo o de la rioda o de San Stae

## Ponti di San Polo

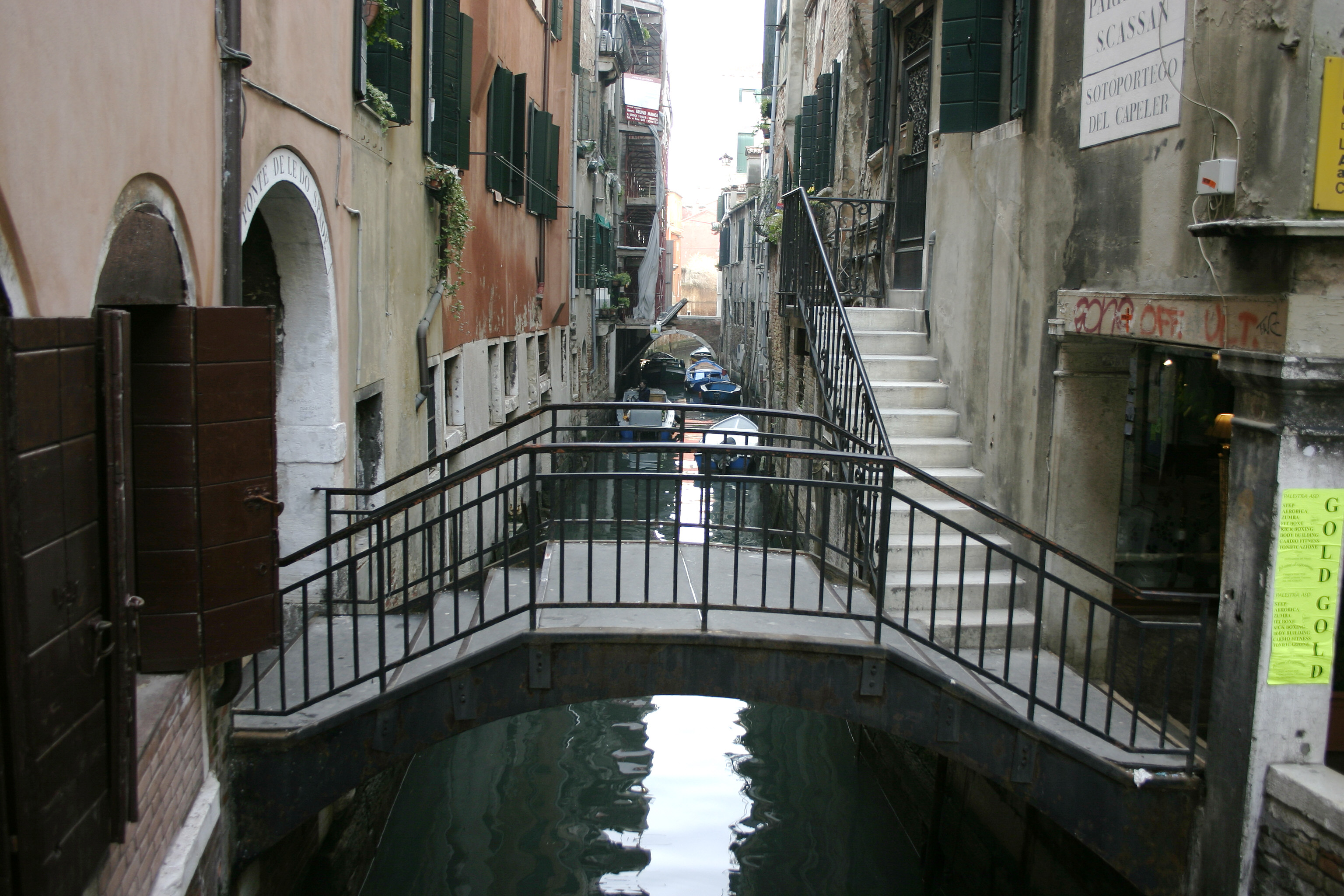
Il ponte de le Do Spade

- Ponte Cavalli, Rio della Madonnetta
- Ponte de Ca' Bernardo, Rio di San Polo
- Ponte de Ca' Donà, Rio di Sant'Agostin
- Ponte de Ca' Grimani, Rio delle Erbe
- Ponte de la Furatola, Rio delle Beccarie
- Ponte de la Madoneta, Rio della Madonnetta
- Ponte de la Pescaria, Rio delle Beccarie
- Ponte de le Becarie, Rio delle Beccarie
- Ponte de le Do Spade, Rio delle Beccarie
- Ponte dei Frari, Rio dei Frari
- Ponte del Traghetto o Centani, Rio di San Tomà
- Ponte Piano del campiello dei Meloni, Rio dei Meloni
- Ponte Raspi o Sansoni, Rio delle Beccarie
- Ponte San Polo, Rio di San Polo
- Ponte San Stin, Rio di San Stin
- Ponte San Tomà, Rio di San Tomà
- Ponte Sant'Agostin, Rio di Sant'Agostin
- Ponte Storto, Rio di Sant'Aponal

## Ponti di Dorsoduro

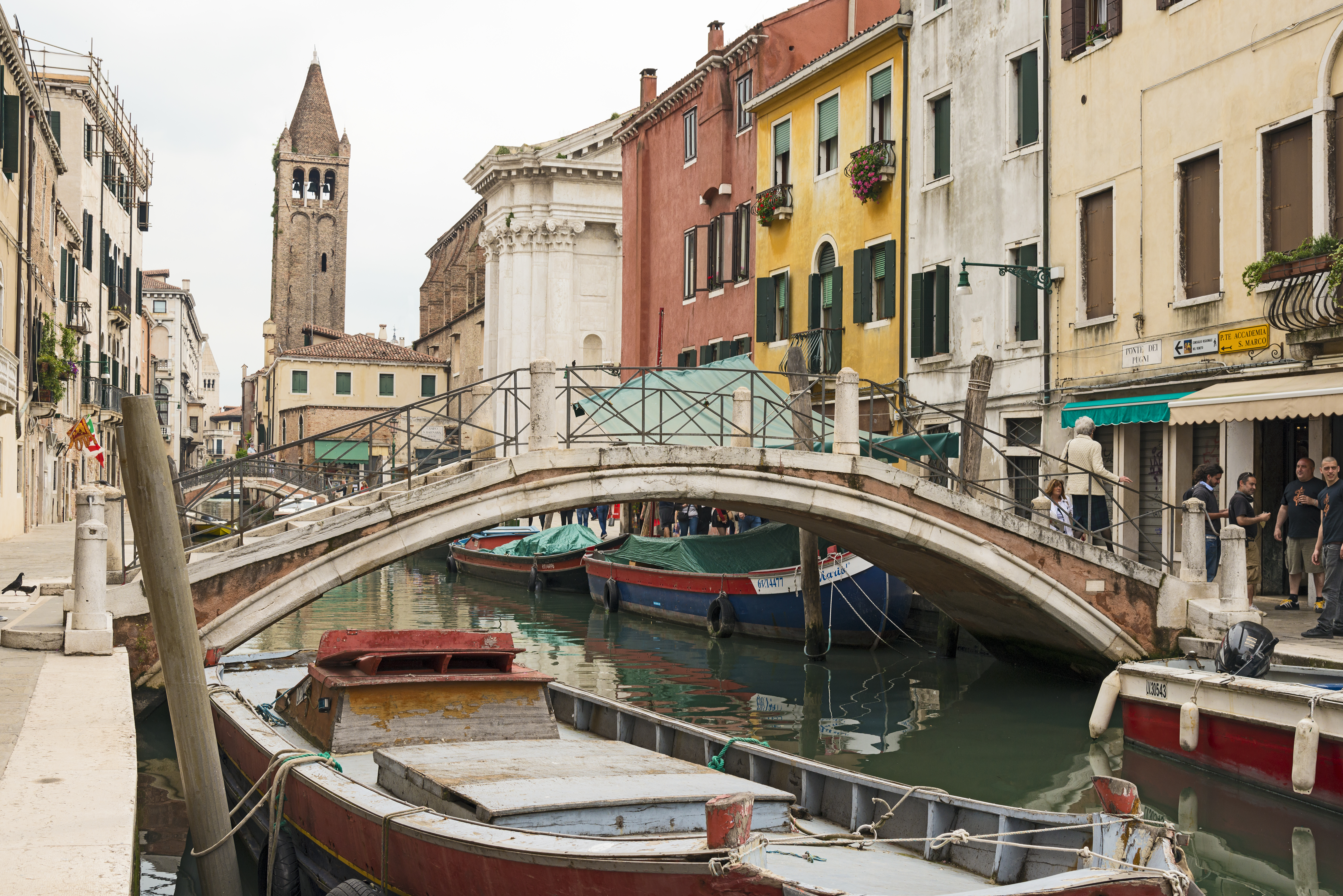
Il ponte dei Pugni

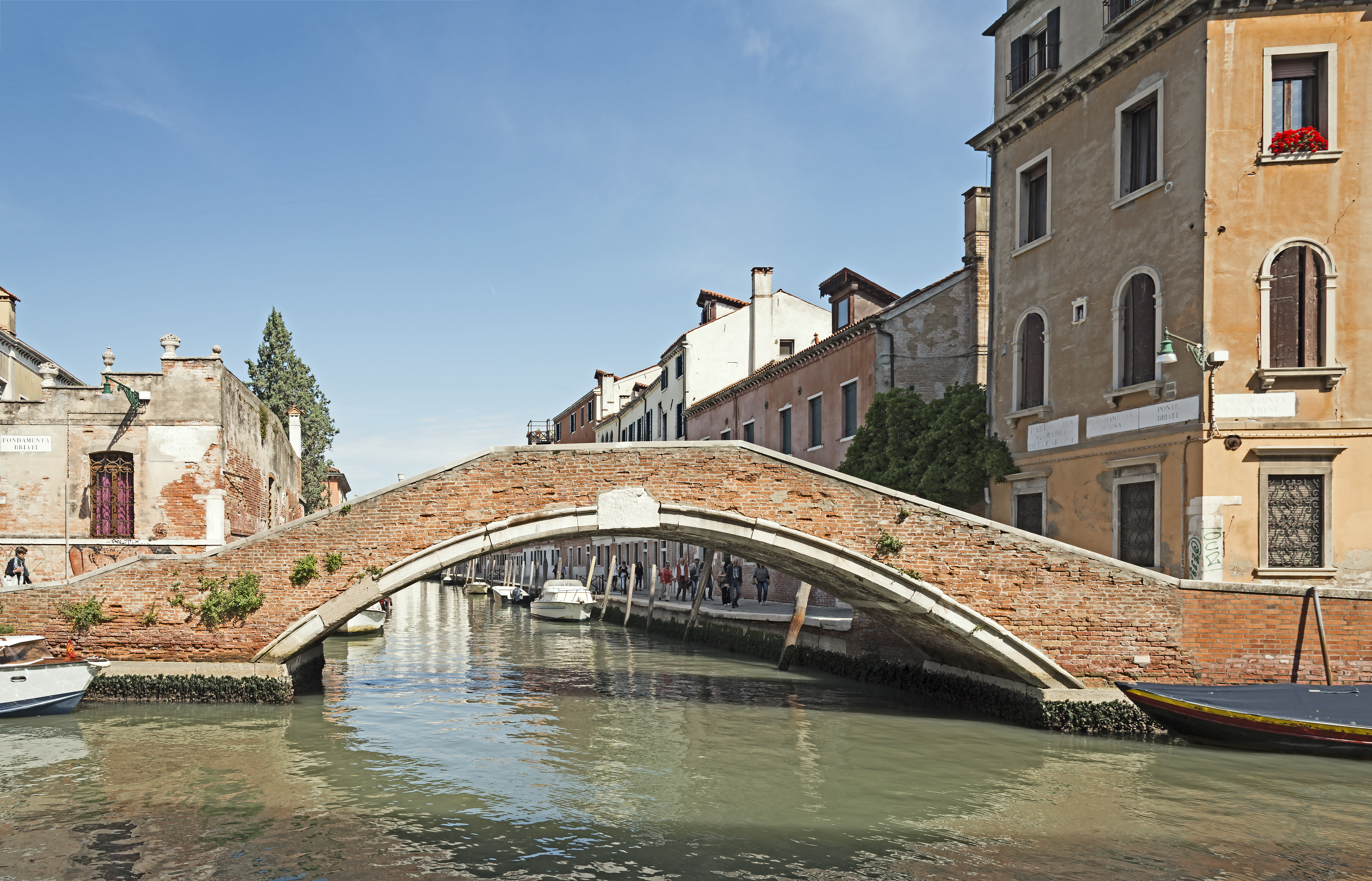
Il ponte Briati

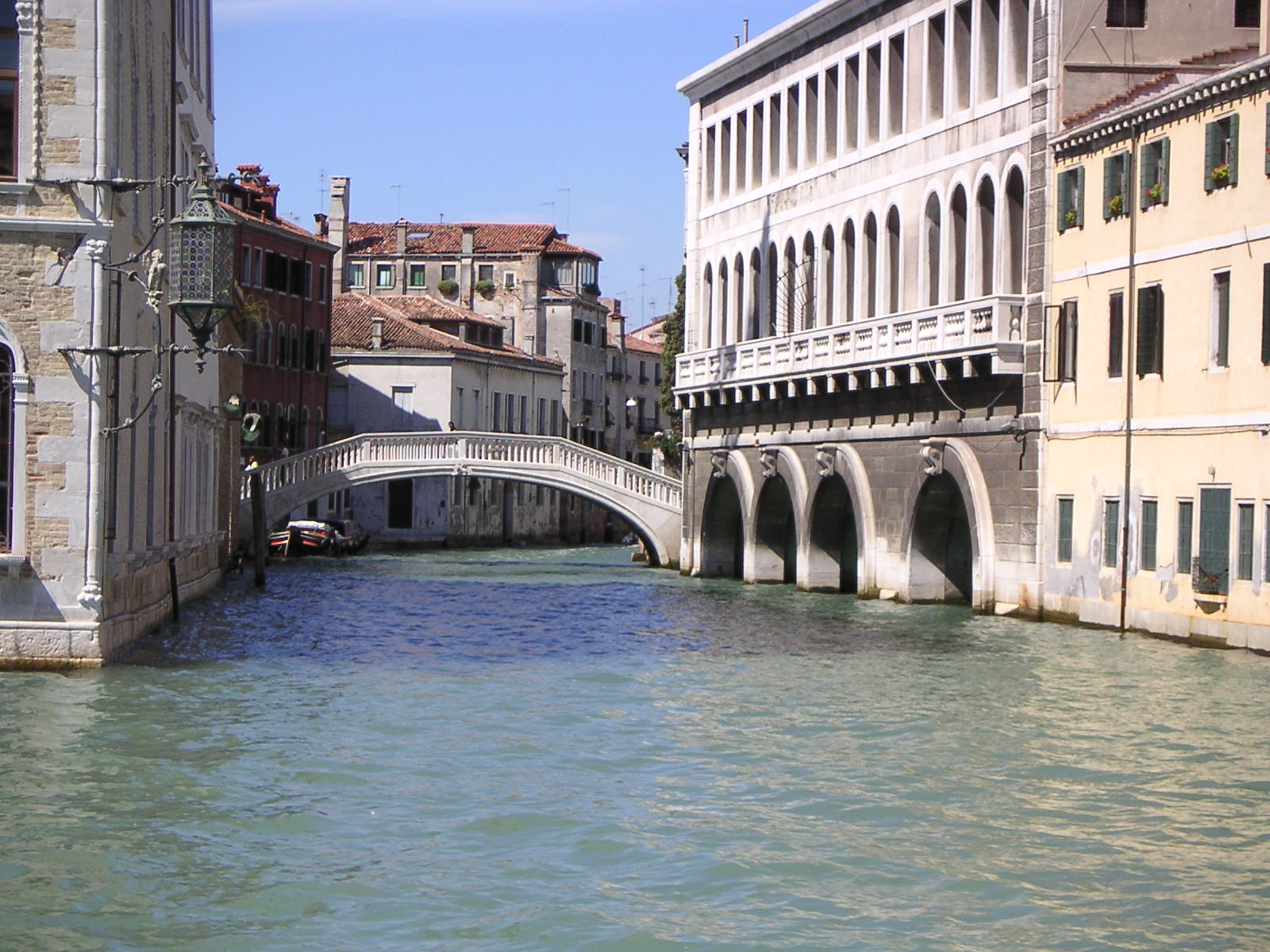
Il ponte Foscari

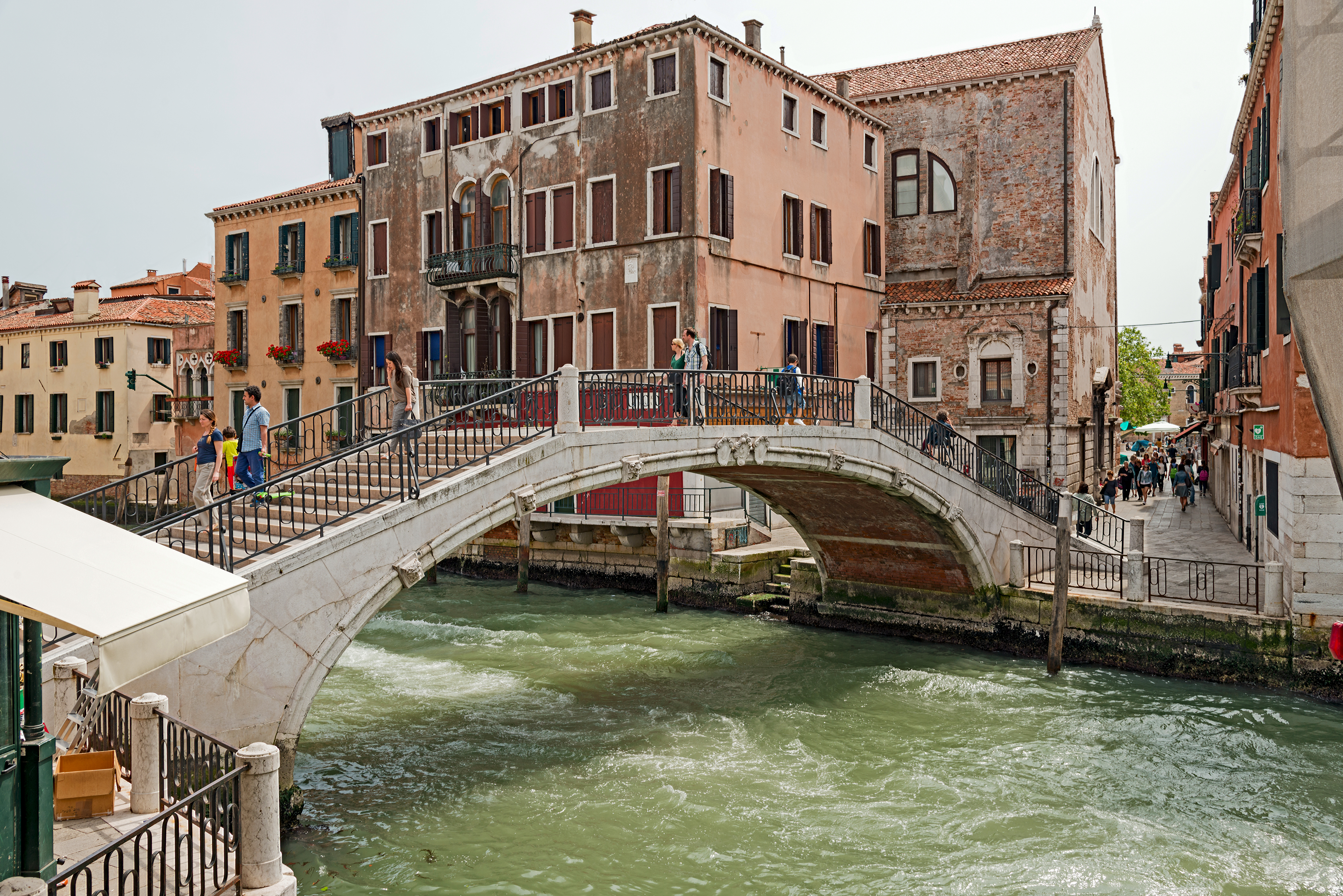
Il ponte Santa Margherita

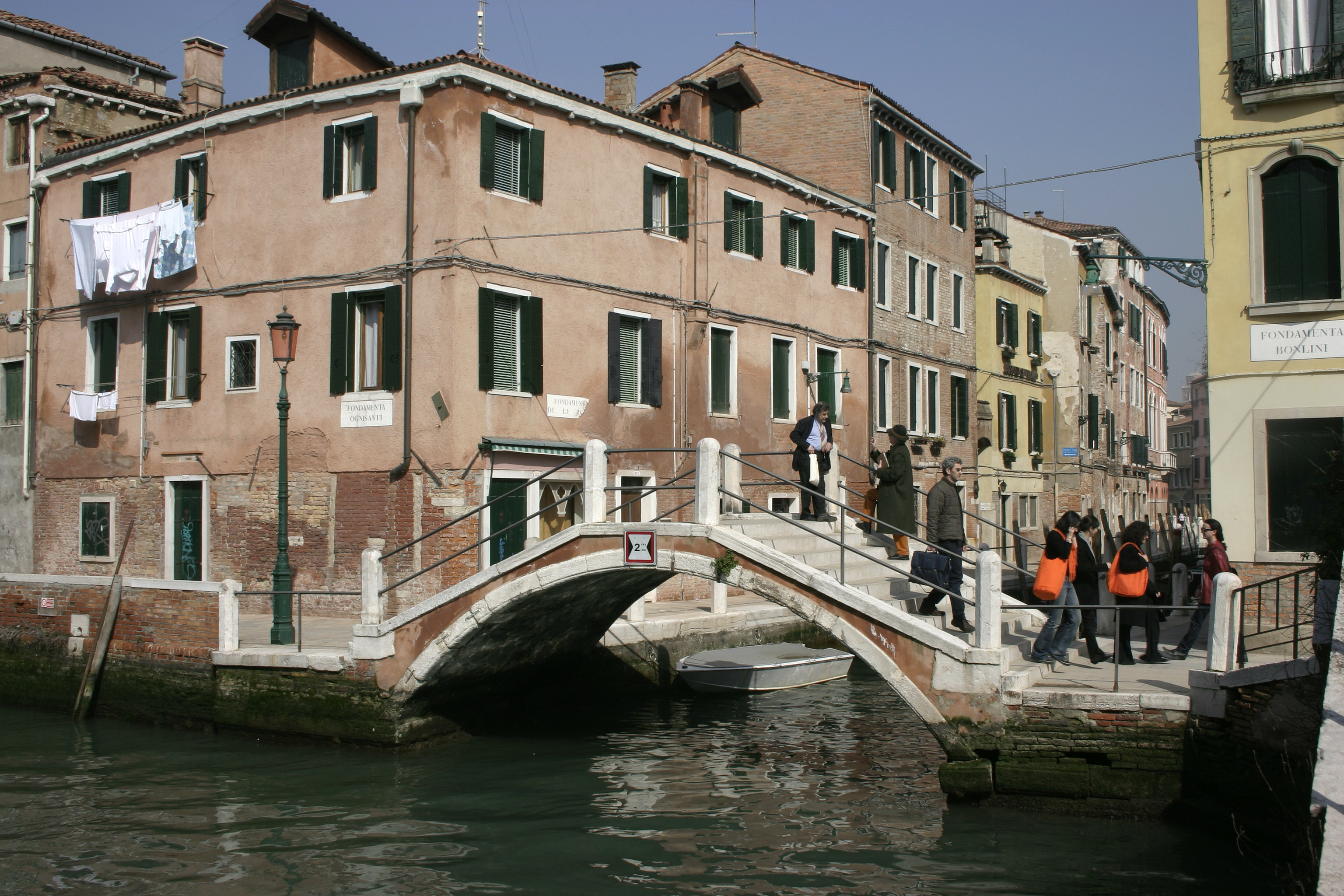
Il ponte Borgo

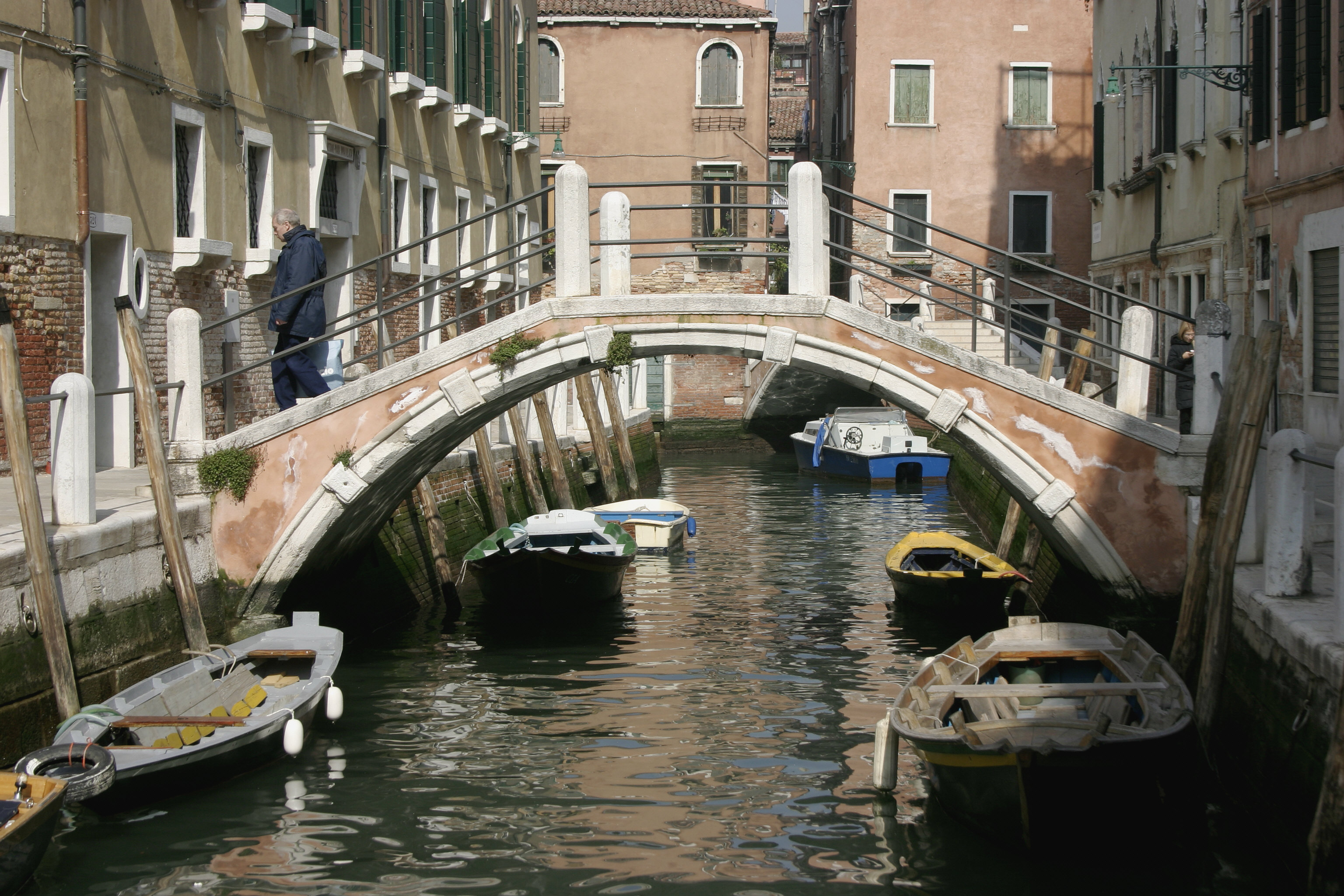
Il ponte de le Romite

- Ponte Briati (anticamente dei Martini), Rio Briati
- Ponte Canal, Rio dei Ognissanti
- Ponte Corteloto, Rio dei Ognissanti
- Ponte de Borgo, Rio delle Romite
- Ponte Ca' Balà, Rio della Fornace
- Ponte de Ca' Marcello, Rio del Gaffaro
- Ponte da Ca' Rizzi, Rio di Santa Maria Maggiore
- Ponte de l'Abazia, Rio della Salute
- Ponte de l'Anzolo, Rio dell'Angelo Raffaele
- Ponte de l'Arzere o de le Terese, Rio dell'Arzere
- Ponte de l'Avogaria, Rio dell'Avogaria
- Ponte de l'Umiltà, Rio della Salute
- Ponte de la Calcina, Rio di San Vio
- Ponte de la Cavana de l'Enel, Rio dei Carmini e Rio di Santa Margherita
- Ponte de la Ceraria, Rio Novo
- Ponte de la Donna Onesta, Rio della Frescada
- Ponte de la Frescada, Rio della Frescada
- Ponte de la Maddalena, Rio di San Basegio
- Ponte de la Madona, Rio del Tentor
- Ponte de la Piova all'Angelo Raffaele, Rio di San Nicolo' dei Mendicoli
- Ponte de la Salute, Rio della Salute
- Ponte de la Sbiaca, Rio Novo
- Ponte de la Scoazera, Rio dei Ognissanti
- Ponte de la Scuola, Rio della Frescada
- Ponte de la Toleta, Rio della Toletta
- Ponte de le Romite, Rio delle Romite
- Ponte de le Maravegie, Rio di San Trovaso
- Ponte de le Pazienze, Rio di San Barnaba
- Ponte de le Turchette, Rio del Malpaga
- Ponte de Mezzo, Rio di San Vio
- Ponte dei Guardiani, Rio del Tentor
- Ponte dei Incurabili, Rio di San Vio
- Ponte dei Morti, Rio delle Terese
- Ponte dei Pugni, Rio di San Barnaba
- Ponte dei Ragusei, Rio del Tentor
- Ponte dei Squartai, Rio del Gaffaro
- Ponte del Formager, Rio delle Torreselle
- Ponte del Forno, Rio di Santa Margherita
- Ponte del Gaffaro, Rio del Gaffaro
- Ponte del Pagan, Rio dei Tre Ponti
- Ponte del Soccorso, Rio dei Carmini
- Ponte del Squero, Rio della Toletta
- Ponte Foscari, Rio di Ca' Foscari
- Ponte Foscarini, Rio dei Carmini
- Ponte Lombardo, Rio del Malpaga
- Ponte Longo, Rio di San Trovaso
- Ponte Malpaga, Rio del Malpaga
- Ponte Molin, Rio di San Basegio
- Ponte Ognissanti, Rio del Malpaga
- Ponte Renier, Rio di Santa Margherita
- Ponte Rosso, Rio del Tentor
- Ponte de San Barnaba, Rio di San Barnaba
- Ponte San Basegio, Rio di San Basegio
- Ponte San Cristoforo, Rio delle Torreselle
- Ponte San Gregorio, Rio della Fornace
- Ponte San Nicolò, Rio delle Terese
- Ponte San Rocco, Rio della Frescada
- Ponte San Sebastian, Rio di San Basegio
- Ponte San Trovaso, Rio di San Trovaso
- Ponte San Vio, Rio di San Vio
- Ponte Santa Margherita, Rio di Ca' Foscari
- Ponte Santa Maria Maggior, Rio di Santa Maria Maggiore
- Ponte Santa Marta, Rio dell'Arzere
- Ponte Santi o De Mezzo, Rio della Fornace e Rio di San Gregorio
- Ponte Sartorio, Rio dei Ognissanti e Rio dell'Avogaria
- Ponte Storto, Rio del Tentor
- Ponte Trevisan, Rio dei Ognissanti
- Ponte privato (privo di numero civico), Rio del Tentor
- Ponte privato dell'Università, Rio del Tentor
- Ponte privato (al n° 1462/A), Rio dei Ognissanti
- Ponte privato (al n° 732), Rio di San Vio

### Ponti della Giudecca
- Ponte de la Croze, Rio della Croce

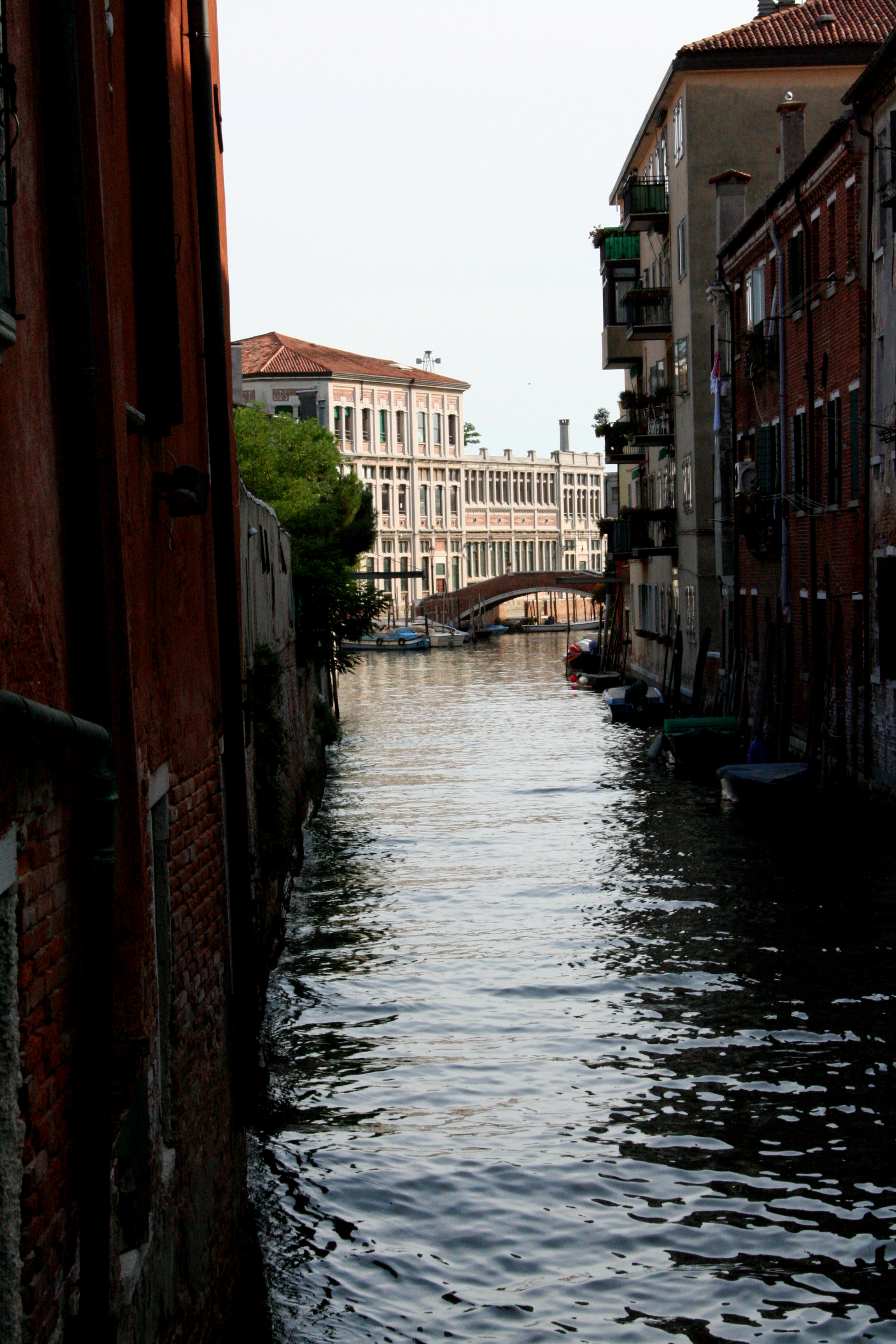
Il ponte Piccolo (Giudecca)

- Ponte de la Palada, Rio della Pallada
- Ponte de le Convertite, Rio delle Convertite
- Ponte de le Scuole, Rio del Ponte Piccolo
- Ponte dei Lavraneri, Canale dei Lavraneri
- Ponte Longo, Rio del Ponte Longo
- Ponte Piccolo, Rio del Ponte Piccolo
- Ponte Priuli, Rio di San Biagio
- Ponte San Biagio, Rio di San Biagio
- Ponte San Cosmo o del Lago Scuro, Rio di Sant'Eufemia
- Ponte Sant'Angelo, Rio della Palada
- Ponte Sant'Eufemia, Rio de Sant'Eufemia

## Ponti di Marghera
- Ponte strallato di Porto Marghera, Canale industriale ovest

## Ponti di Murano
- Ponte Angelo Zaniol,  Canale San Donato
- Ponte Ballarin o de Mezo, Rio dei Vetrai
- Ponte delle Terese, Canale San Donato
- Ponte San Donato, Canale San Donato
- Ponte San Martino, Rio San Matteo
- Ponte San Pietro Martire, Rio dei Vetrai
- Ponte Santa Chiara, Rio dei Vetrai
- Ponte Longo Lino Toffolo o Vivarini, Canale Ponte Longo
- Ponte del Campo Sportivo, Canale di San Mattia
- Ponte dell'isola della Serenella Canale Serenella

## Ponti di Burano
- Ponte della Vigna, Rio Terranova
- Ponte San Martino, Rio Terranova
- Ponte San Mauro, Rio Pontinello
- Ponte dei Saladi, Rio Pontinello
- Ponte Cavanella, Rio Pontinello
- Ponte di Cao Moleca, Rio Giudecca
- Ponte della Giudecca, Rio Giudecca
- Ponte Longo, Rio San Giuseppe

## Ponti di Torcello
- Ponte del Diavolo